# Prostitution

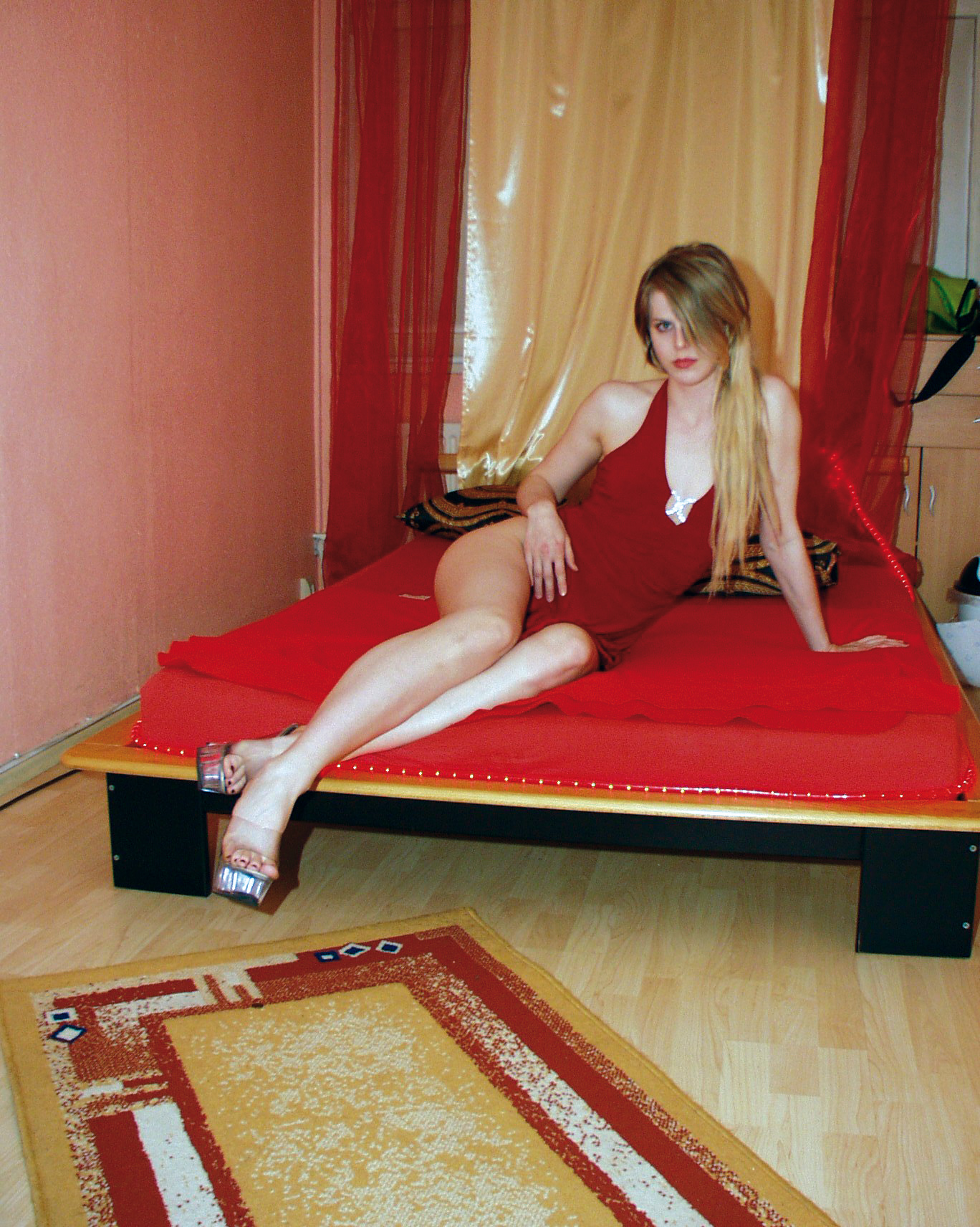
Prostituierte in Deutschland (1999)

Prostitution (von lateinisch prostituere „nach vorn/zur Schau stellen, preisgeben“) bezeichnet die Zurverfügungstellung sexueller Handlungen gegen Entgelt. Seit den 1970er-Jahren wird die Vornahme sexueller Handlungen gegen Entgelt unter dem Begriff Sexarbeit subsumiert. Erfolgt die Prostitution unfreiwillig, ist es Zwangsprostitution.
Prostitution findet sich in allen Epochen und Kulturen. Die gesellschaftliche Bewertung unterliegt bis heute ungebrochen einem starken Wandel und wird von politisch-weltanschaulichen sowie religiösen Vorstellungen beeinflusst. In der Prostitution tätige Menschen, Prostituierte, gehören in vielen Kulturen einer sozialen Gruppe an, die bis heute von Menschenhandel, Gewalt, Ausbeutung, Diskriminierung, Stigmatisierung und Verfolgung bedroht ist. Über Jahrhunderte sind Prostituierte darüber hinaus der Gefahr von gesellschaftlichen und politischen Anfeindungen ausgesetzt gewesen, bis hin zur Kasernierung, Deportation und Ermordung. Wurden sie vielerorts wahlweise als Kriminelle oder als Opfer abgestempelt, gab es seit Ende des 19. Jahrhunderts einen Wandel in der öffentlichen Meinung. In westlichen Gesellschaften wenden sich seit dem späten 20. Jahrhundert Prostitutionsverbände und Menschenrechtsorganisationen gegen Diskriminierung.

## Geschichte

### Altertum

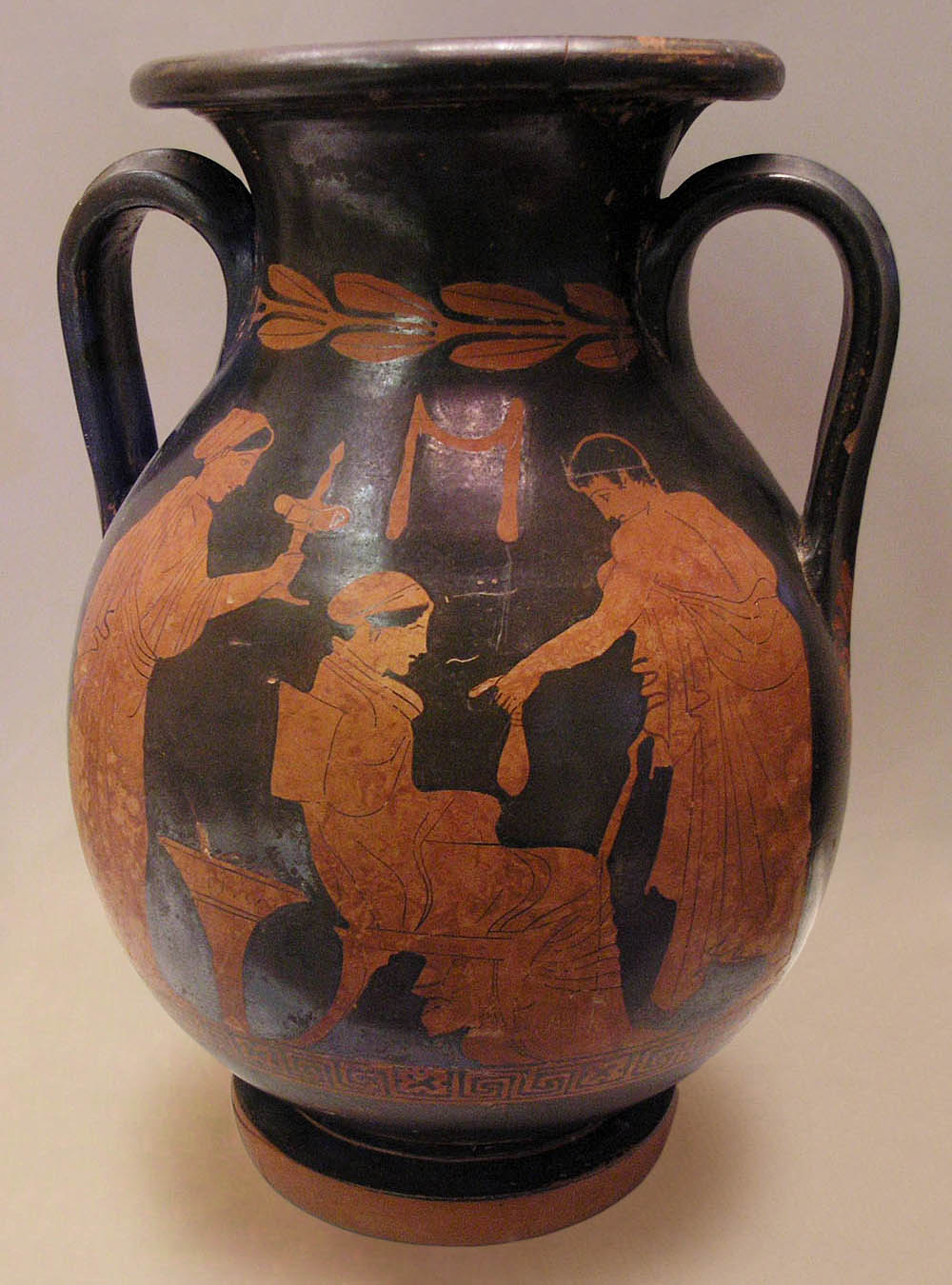
Kurtisane in Griechenland

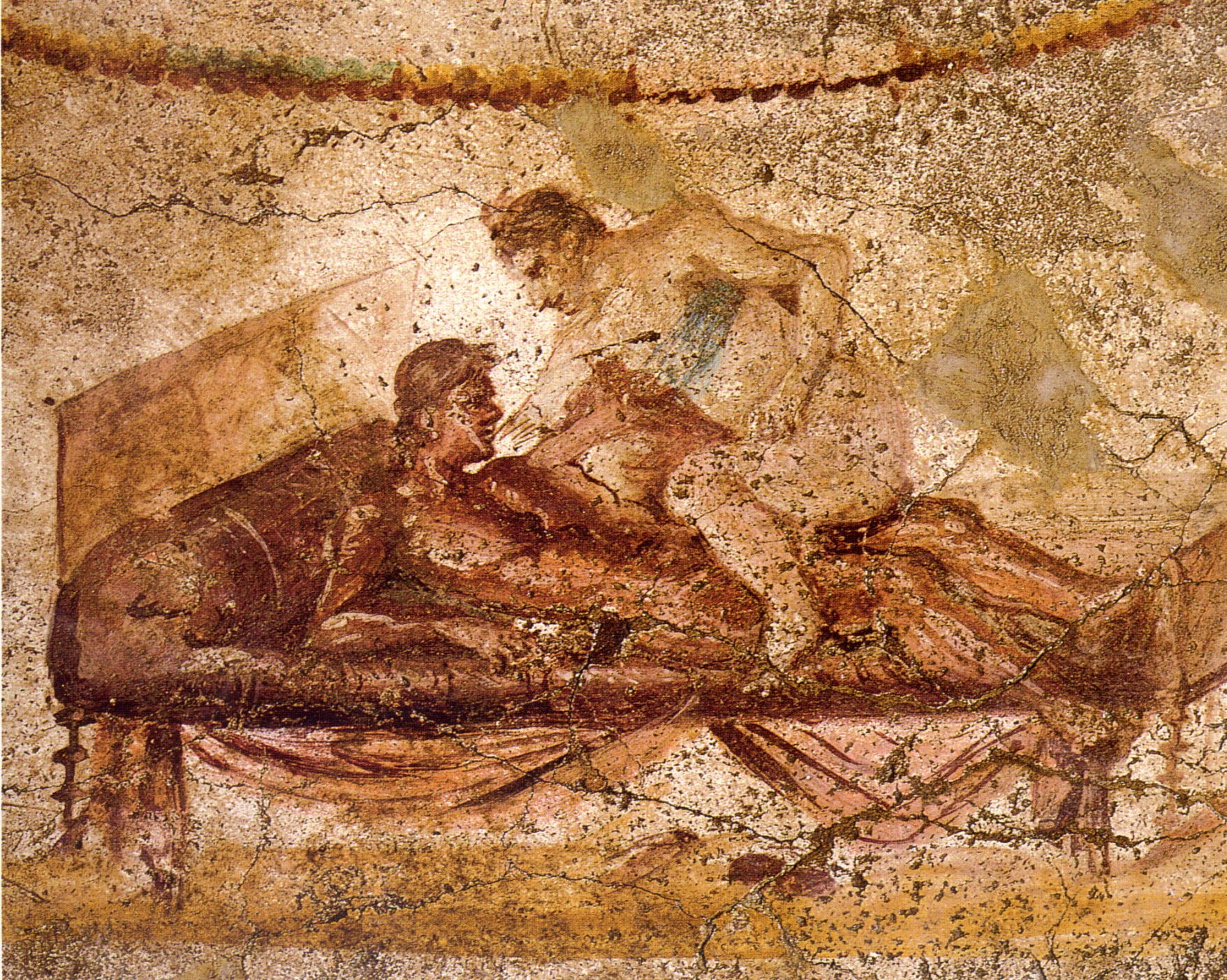
Darstellung aus einem Lupanar in Pompeji

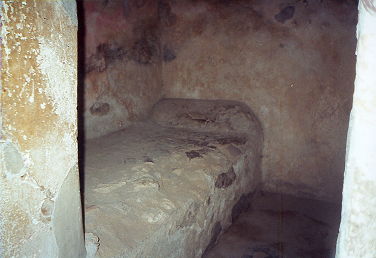
Blick in eine Zelle des pompejanischen Bordells von Africanus und Victor

Im Altertum, so zum Beispiel in Babylon und bei den Phöniziern in Tyros, existierte vor mehr als 3000 Jahren die sogenannte Tempelprostitution. Frauen vollzogen dort sexuelle Handlungen gegen „Geschenke“ an den Tempel oder Opfergaben für die Gottheit. Dies stand immer in einem kultischen Zusammenhang und galt als den Göttern wohlgefällig. Im Gilgamesch-Epos 6. Tafel Verse 5 bis 79 sieht Albert Schott eine Kritik an den Auswüchsen der kultischen Prostitution. Für die Zeit der griechischen Antike sind Prostituierte im heutigen Sinne bezeugt, also ohne sakralen Hintergrund. Die Griechen unterschieden zwischen der gewöhnlichen „Hure“ (πόρνη pórnē) und der „Gesellin“ (altgriechisch ἑταῖρα, Hetäre). Auch die Feldzüge Alexanders des Großen wurden von zahlreichen Prostituierten begleitet. Sowohl Männer als auch Frauen boten ihre sexuellen Dienste an, doch wie bei den Griechen wurde auch bei den Römern die Inanspruchnahme dieser Leistungen nur den Männern zugestanden. In Rom arbeiteten die frei geborenen Prostituierten zumeist auf dem Straßenstrich, Sklavinnen in „Pinten“ und Bordellen. Einblick in das Bordellwesen liefern insbesondere die Funde aus dem Lupanar in Pompeji.
Im Alten Testament wird das Gewerbe sowohl als kultische als auch als Erwerbsprostitution erwähnt, zum Beispiel Spr 6,26 . Die Prostitutionsverbote Lev 19,29  und Dtn 23,18  beziehen sich nur auf kultische Prostitution. Es wird als naheliegend angesehen, dass ein Witwer die Dienste von Prostituierten in Anspruch nimmt. Dies wird von Tamar, der Schwiegertochter Judas, ausgenutzt, die sich prostituiert, damit Juda die ihr vorenthaltene Leviratsehe an ihr vollzieht (Gen 38,12–30 ). Der dabei gezeugte Sohn Perez und seine Mutter Tamar werden im Neuen Testament als Vorfahren Jesu in seinem Stammbaum genannt (Mt 1,3 ). Neben Tamar findet sich mit Rahab noch eine weitere Frau im Stammbaum Jesu, die üblicherweise als Prostituierte gedeutet wird (Jos 2 ; Mt 1,5 ). Im Neuen Testament wird erzählt, dass Jesus mit allen gesellschaftlichen Außenseitern einen respektvollen Umgang pflegte (Lk 7,36–50 ), doch wird Prostitution in den Paulusbriefen verworfen (1 Kor 6,15 f. ), im christlich geprägten Weltbild dann in Verbindung gebracht mit Scham oder Sünde.
Die ersten schriftlichen Überlieferungen von Prostitution in Japan gehen auf das 8. Jahrhundert zurück, dürften aber viel weiter zurückreichen. Kurtisanen genossen Prestige und Anerkennung.

### Mittelalter

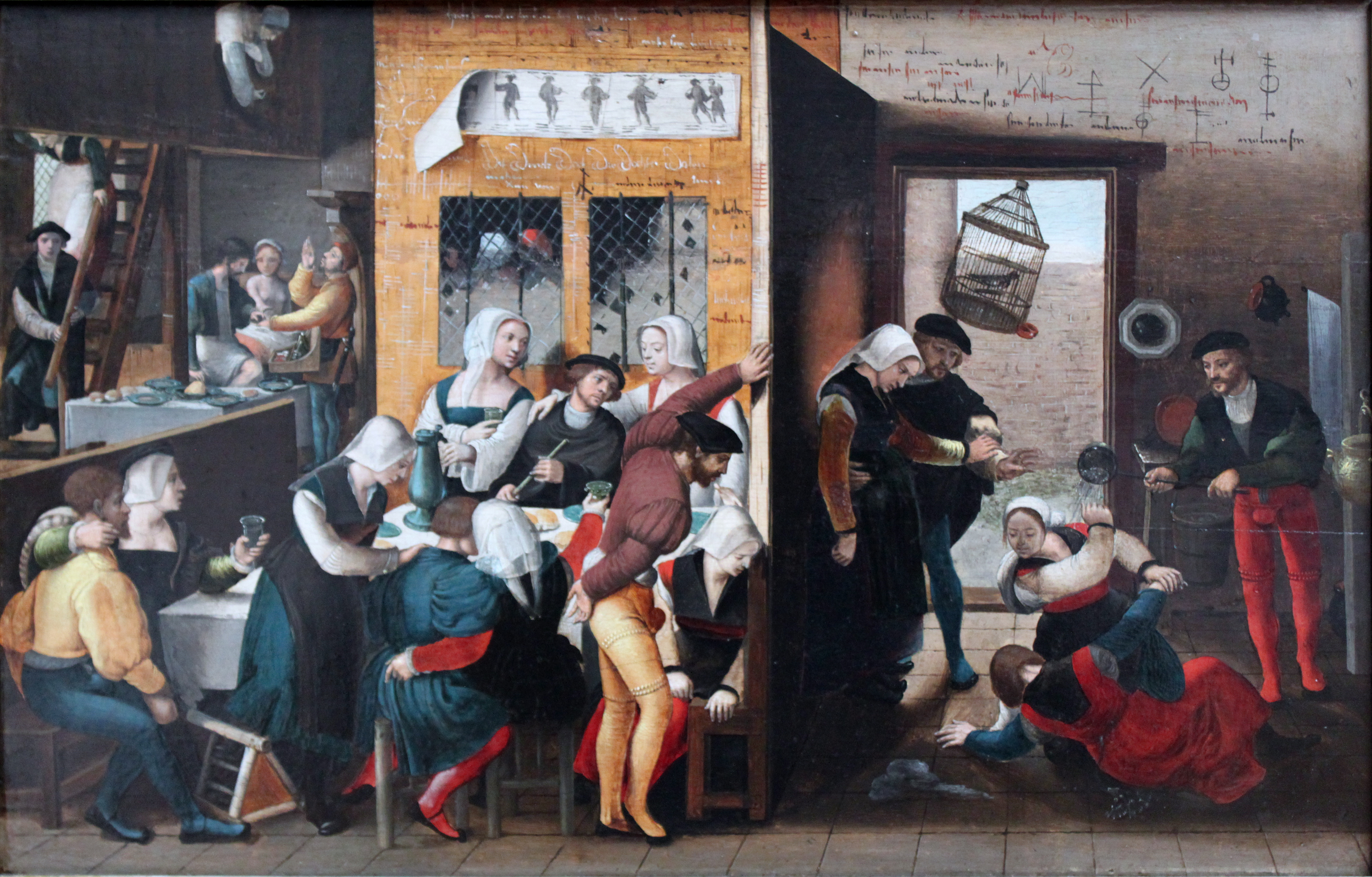
Bordellszene des Braunschweiger Monogrammisten (1537), Gemäldegalerie Berlin

Die kirchliche Moral verurteilte die Prostitution; dennoch argumentierten einflussreiche Autoren wie Augustinus, es handele sich um ein „kleineres Übel“. Der Prostitution wurde eine Ventilfunktion für die sexuellen Bedürfnisse derer zugesprochen, die das mittelalterliche Heiratsrecht benachteiligte. Gerade im Spätmittelalter gab es in vielen deutschen Städten Bordelle, die im Besitz der Gemeinde waren – Prostitution war nicht nur geduldet, sondern institutionalisiert. Die Stadträte verpachteten die Bordelle an Hurenwirte, die sich verpflichteten, gewissen Auflagen nachzukommen, etwa Hygienebestimmungen oder Vereinbarungen über die Bezahlung der Huren.
Neben dieser Sonderform der Prostitution im Spätmittelalter gehen Historiker von häufiger Gelegenheitsprostitution und fahrenden Prostituierten aus, insbesondere in ländlichen Gebieten.
Im Mittelalter wurden Prostituierte in städtischen Frauenhäusern oder Privatbordellen nicht nur mit lateinischen Ausdrücken bezeichnet, sondern auch mit Umschreibungen wie „freie Frauen“, „freie Töchter“, „gemeine Frauen“ (gemeyn frauwen), „gemeine Weiber“, „Fensterhennen“ (vensterhennen), „Hübschlerinnen“, während man bei Prostituierten, die sich von Ort zu Ort bewegten, von „fahrenden Frauen“, „trippâniersen“ oder „soldiersen“ sprach.

### Renaissance und frühe Neuzeit
In spätmittelalterlichen und frühneuzeitlichen Städten waren die „Hübschlerinnen“ oft zunftähnlich organisiert. Mit der Reformation verloren viele Prostituierte ihre Rechte und wurden aus den Städten vertrieben, weil die protestantische Sichtweise die Prostituierten als Sinnbild und Überbleibsel der Verderbtheit der katholischen Gesellschaft ansah. Viele von ihnen wurden als Hexen verbrannt. In Österreich wurden die im Mittelalter in vielen Städten eingerichteten Frauenhäuser im Laufe des 16. Jahrhunderts wieder geschlossen.
Die Zeit der Renaissance war neben Kunst, Kultur und Wissenschaft in Europa auch eine Blütezeit des Kurtisanenwesens, eine gesellschaftlich akzeptierte Form der Prostitution. Vor allem in Rom, das auch „Haupt der Welt“ genannt wurde (Roma caput mundi), bestimmte diese Form der Prostitution wesentlich den Ruf und das Erscheinungsbild der Stadt. Die speziellen Gesellschaftsstrukturen und das kulturelle Klima in Rom im 16. Jahrhundert schufen die Voraussetzungen für ein Nebeneinander klerikaler Prachtentfaltung und käuflichen Geschlechtsverkehrs.
Bei Feiern, Theateraufführungen, Gelagen und Empfängen vor allem kirchlicher Würdenträger wurde die Abwesenheit von Frauen immer mehr als Verlust und Mangel empfunden. Um diese „Lücke“ zu füllen, lud man Kurtisanen zu solchen Gesellschaften ein. Das Wort „Kurtisane“ leitet sich ab von Cortigiana („Hofdame“) und bezeichnete um 1500 die gehobene Prostituierte, vergleichbar mit den Hetären des antiken Griechenlands.

### 17. Jahrhundert
Die Verheerungen des Dreißigjährigen Krieges (1618–1648) bedingte vielerorts einen Zerfall der Gesellschaft und ihrer Normen. Entwurzelte Frauen, aber auch andere weibliche Angehörige und Ehefrauen der Soldaten, schlossen sich den umher ziehenden Heeren als Trosshuren an. Der Tross erreichte teilweise solche Dimensionen, dass er von eigens bestallten Hurenweibeln organisiert werden musste. Ein Frauenschicksal dieser Zeit schildert Hans Jakob Christoffel von Grimmelshausen um 1670 im Romanzyklus Trutz Simplex.
Bei den kaiserlichen Truppen waren Prostituierte in vier Klassen unterteilt: Die erste und oberste Kategorie nahm die Mätresse ein, die zweite die Konkubine, die dritte die Metze, die vierte und unterste die Hure.
Im Königreich Frankreich war die Prostitution im 17. Jahrhundert strafbar. Im Jahr 1658 hatte Ludwig XIV. verfügt, dass alle Frauen, die der Prostitution nachgingen, wegen Unzucht oder Ehebruchs verurteilt würden, in die Salpêtrière zu internieren seien, bis sie Buße getan hätten und durch einen Priester die Absolution erhalten hätten. Gleichwohl gab es Straßenprostitution und Bordellwesen. Gleichzeitig blühte die Kultur der Kurtisanen und Mätressen, von denen einige so mächtig und reich wurden, dass sie sogar Regierungsgeschäfte beeinflussen konnten und auf etlichen Ölgemälden porträtiert wurden. Die ganze Zunft der damaligen Kunst war von Prostituierten als Modell abhängig, da die bürgerliche Frau sich nie als Modell für ein Gemälde zur Verfügung gestellt hätte. Auch in der darstellenden Kunst, wie Theater, Oper oder Ballett, waren die Übergänge zur Prostitution fließend, so dass in der italienischen Oper aus Schicklichkeit Frauen sogar ganz untersagt wurde zu singen und Frauenrollen mit Kastraten besetzt wurden.

### 18. Jahrhundert

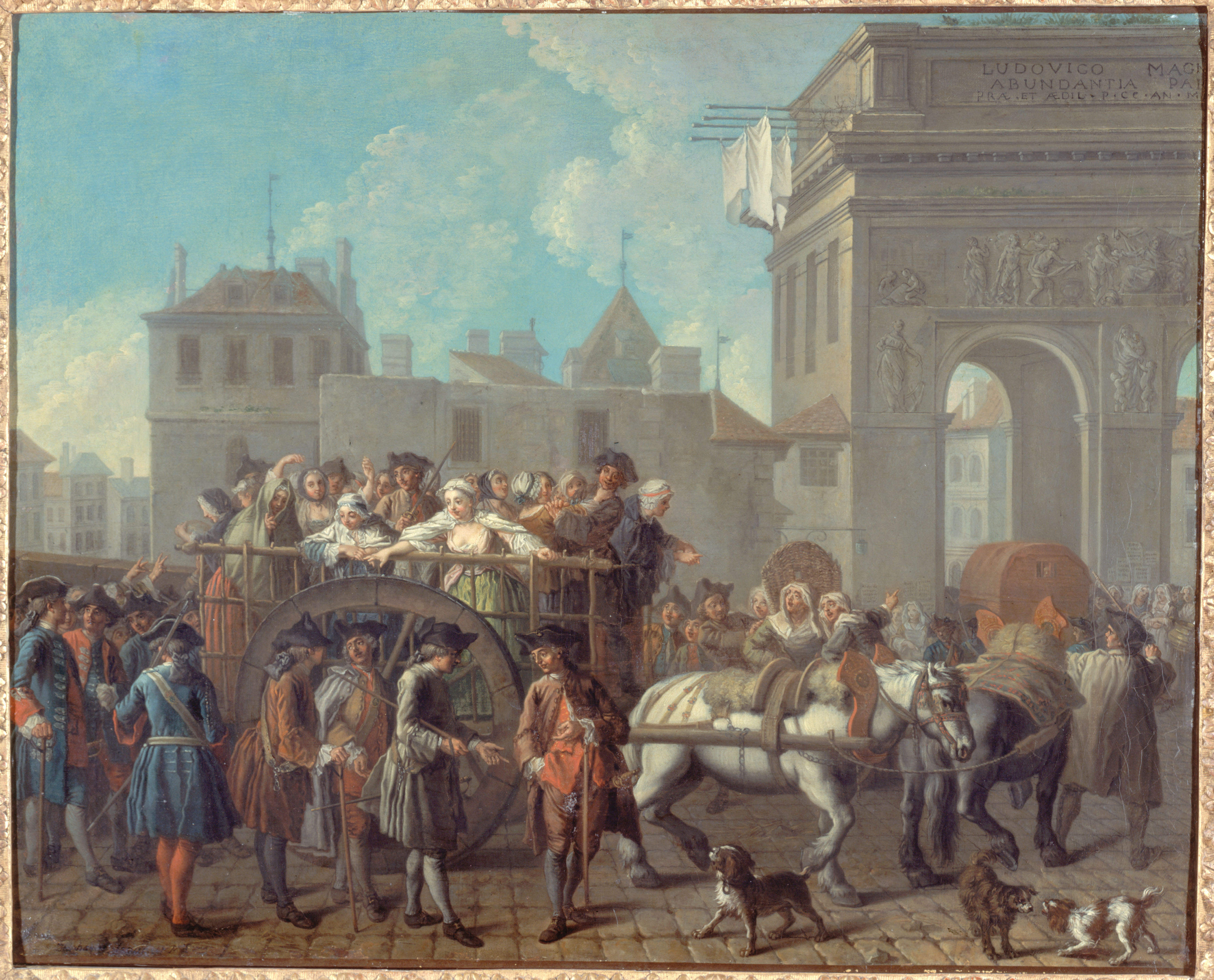
Transport der Freudenmädchen zur Polizeiwache, Étienne Jeaurat, 1755

Im Jahr 1794 wurde im § 999 des Preußischen Allgemeinen Landrechts festgelegt, dass sich „liederliche Weibspersonen … in die unter Aufsicht des Staates geduldeten Hurenhäuser“ zu begeben hätten. Als „liederliche Weibspersonen“ galten Frauen, „welche mit ihrem Körper ein Gewerbe betreiben“ wollen.
Der britisch-niederländische Arzt und Sozialreformer Bernard de Mandeville sprach sich 1724 in einer populären Streitschrift für eine legalisierte, staatlich kontrollierte Prostitution aus. Seine Bescheidene Streitschrift für Öffentliche Freudenhäuser enthält eine für die Zeit angesichts verschiedener Querelles des femmes durchaus einfühlsame und differenzierte Geschlechterpsychologie. Jonathan Swifts etwas später erschienene Satire A Modest Proposal spielt vermutlich auf den 1729 bereits sprichwörtlich gewordenen Titel an. Als Mittel gegen die Verbreitung von Geschlechtskrankheiten empfiehlt Mandeville, die Prostituierten kostenlos medizinisch zu behandeln, wenn sie eine Ansteckung freiwillig meldeten, aber sie zu verbannen und hart zu bestrafen, wenn sie diese verbärgen.

### 19. Jahrhundert

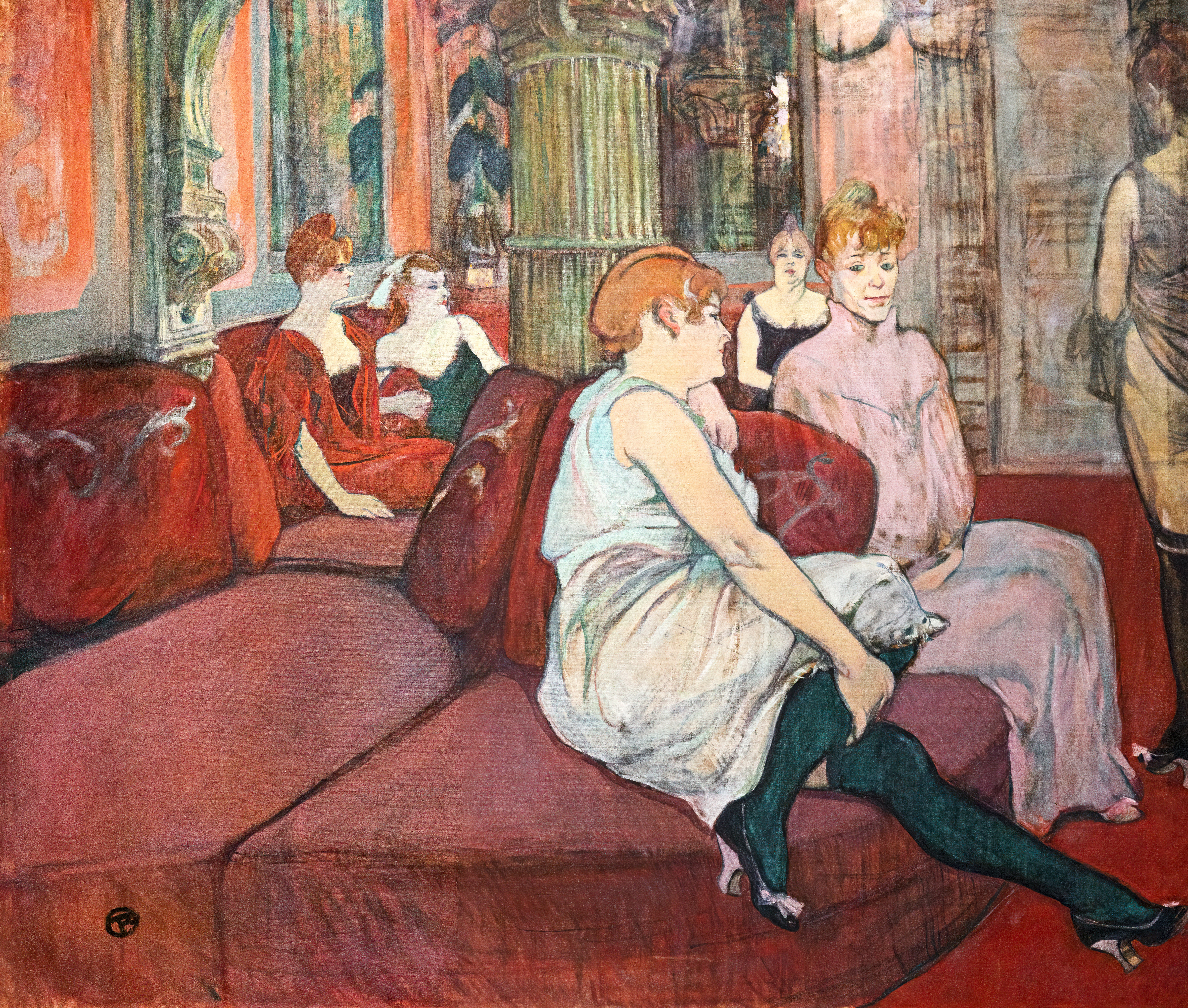
Au Salon de la rue des Moulins von Henri de Toulouse-Lautrec, 1894

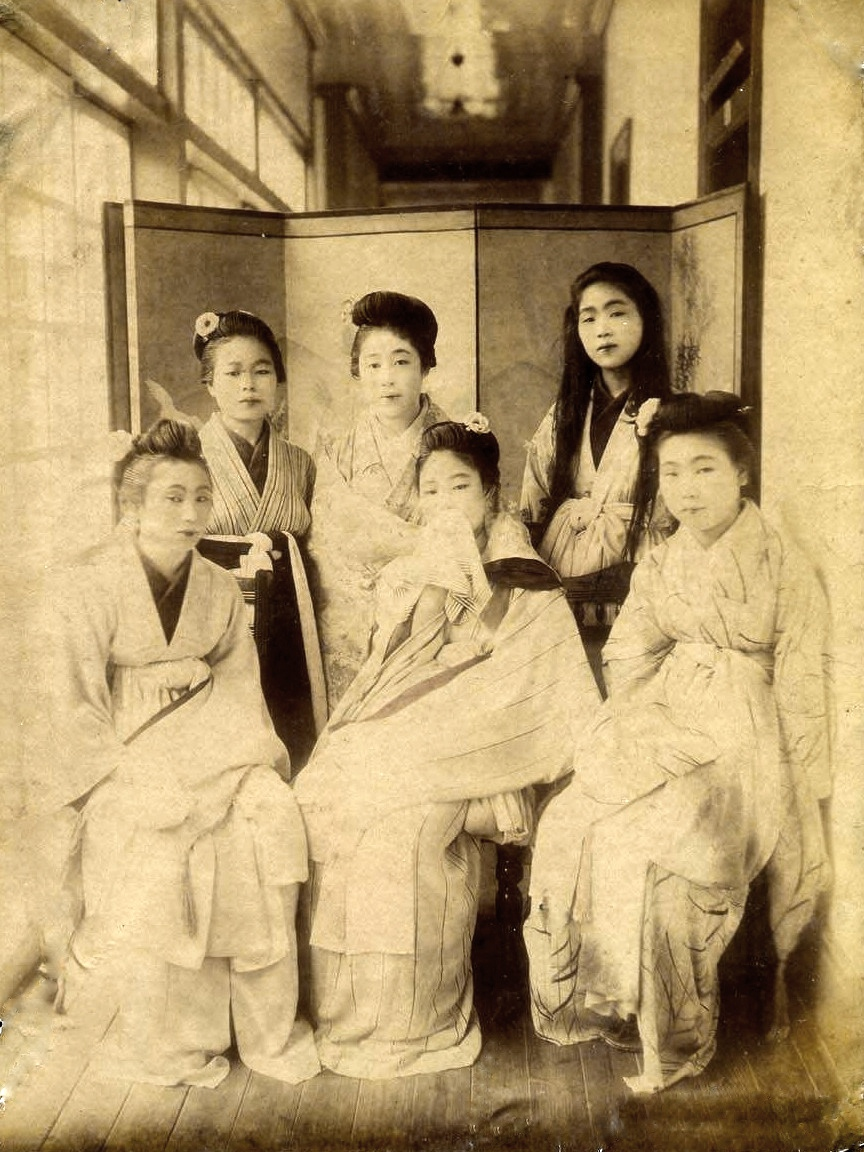
Prostituierte in einem Bordell in Yokohama, Ende 19. Jahrhundert; Fotografie von Kusakabe Kimbei

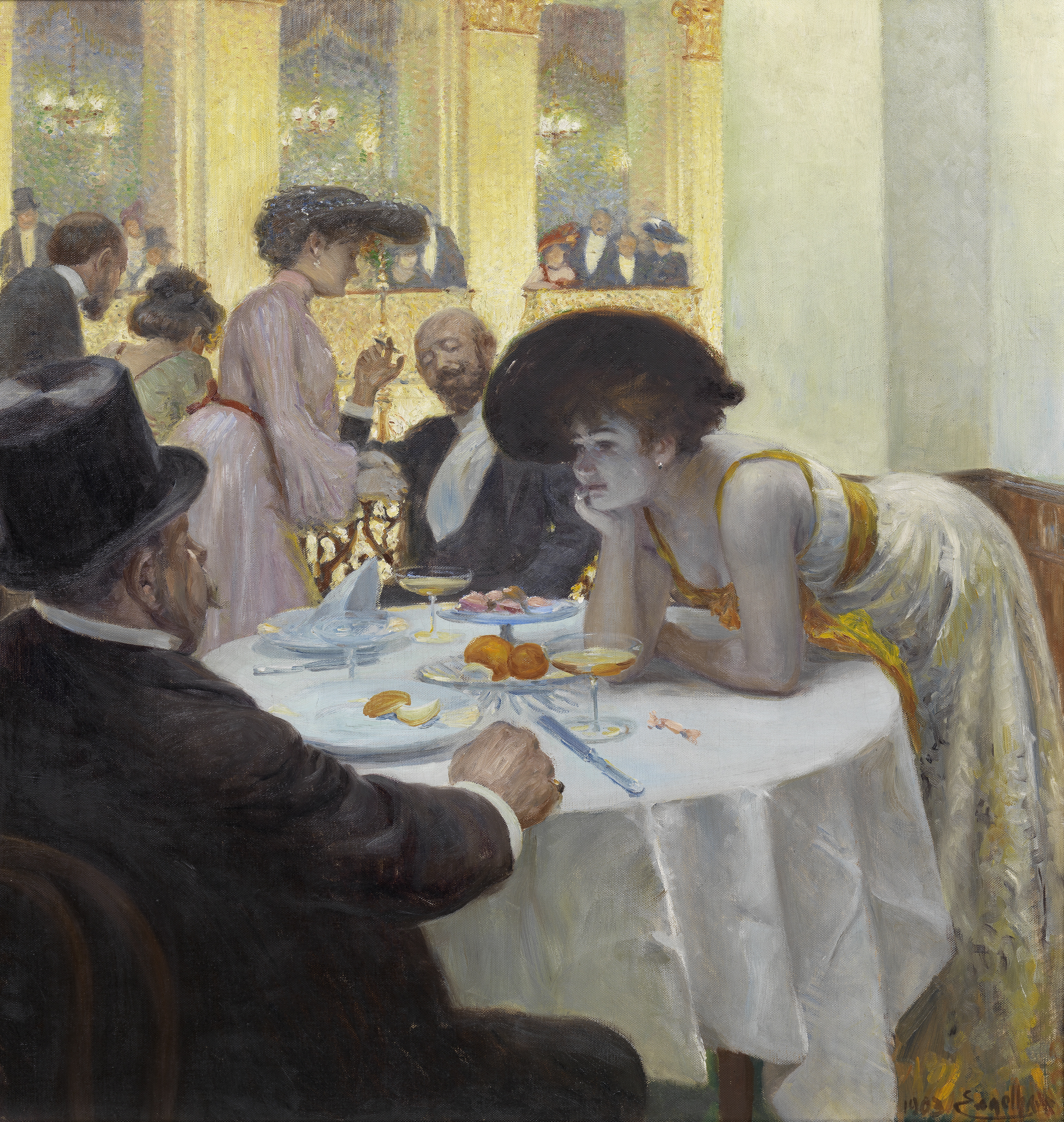
Loge im Sophiensaal von Josef Engelhart, 1903

Wegen des Bevölkerungswachstums in der Zeit der industriellen Revolution nahm die Zahl der Prostituierten insbesondere im 19. Jahrhundert zu. Ein immer größer werdender Anteil der Stadtbevölkerung lebte in Armut. Besonders betroffen waren davon Frauen, die meistens nur über eine geringe Ausbildung verfügten und denen häufig nur Tätigkeiten offen standen, in denen sie geringfügige Gehälter verdienten. Zu den Gelegenheitsprostituierten zählten Dienstmädchen, Modistinnen, Blumenfrauen und Wäscherinnen, die sich auf diese Weise ihr Gehalt aufbessern mussten. Manche Frauen waren nur durch die Prostitution in der Lage, ausreichend Geld für ihren Lebensunterhalt zu verdienen. Karl Marx konnotierte 1844 die Prostitution als eine besondere Ausdrucksform der allgemeinen Prostitution des Arbeiters.
Immer mehr Staaten gingen dazu über, die Prostitution gesetzlich zu regulieren. Eine solche Regulierung, gerechtfertigt durch eine beabsichtigte soziale, gesundheitspolitische oder auch moralische Kontrolle, machte es den Prostituierten praktisch unmöglich, ihrem Milieu zu entkommen. Die Reglementierung zementierte auch die sexuelle Doppelmoral, die Prostituierte gesellschaftlich ächtete, die Prostitution aber gleichzeitig als ein für Männer notwendiges Übel oder erwünschtes Erprobungsfeld ansah. Man wollte jederzeit auf sie zurückgreifen können, sie jedoch nicht als gesellschaftliche Normalität anerkennen. Viele Frauen der Mittelschicht wehrten sich gegen diese Doppelmoral.
In Bremen wurde im sogenannten Bremer Reglement von 1852 festgelegt, dass die Prostitution „kein Gewerbe im eigentlichen Sinne“ sei. Durch diese Unterscheidung zwischen Prostitution und erlaubtem Gewerbe wurde die Sittenwidrigkeit unmittelbar juristisch verankert.
In Großbritannien wurden in den Jahren ab 1864 die Contagious Diseases Acts mit dem Zweck der medizinischen Kontrolle zur Vermeidung der sich immer weiter ausbreitenden Geschlechtskrankheiten erlassen. Josephine Butler führte den Kampf der Ladies’ National Organisation gegen die Contagious Diseases Acts an. Diese Kampagne, die in Prostituierten weniger ‚Schuldige‘ als Opfer männlicher Lüsternheit sah, „veränderte […] die politische Landschaft Großbritanniens während der spätviktorianischen Zeit. Mit der Kampagne wurden soziale und sexuelle Konventionen hinterfragt, die nie zuvor öffentlich diskutiert wurden. Die Kampagne radikalisierte zahlreiche Frauen, härtete sie gegenüber öffentlichen Angriffen und Verleumdungen ab und schuf eine Infrastruktur des politischen Protests“. Die Erlasse wurden 1883 außer Kraft gesetzt und 1885 vollständig aufgehoben. Das Problem war dadurch aber nicht aus der Welt geschafft, da die Erlasse wichtig waren. Nachdem die Frauenbewegung ihr Ziel erreicht hatte, ließ das Interesse an den Rechten der Prostituierten nach. Eine große Verelendung war die Folge, da die Bordelle auf Betreiben der Frauenverbände geschlossen worden waren und die Prostituierten dazu gezwungen waren, auf die Straße zu gehen, wo sie polizeilicher Willkür und Gewalt durch Kunden und konkurrierende Zuhälter erst recht schutzlos ausgeliefert waren. Folge war, dass die Prostitutionskriminalität in die Höhe schoss. Die Geschlechtskrankheiten breiteten sich durch die nun nicht mehr kontrollierbare und kontrollierte Prostitution ungehemmt aus und fingen an, das Bürgertum zu durchsetzen, da die Hauptkunden zumeist die Söhne und Ehemänner der bürgerlichen Frauen waren, die sich in den Verbänden engagierten.
In der Kunst des ausgehenden 19. Jahrhunderts war ein deutlicher Bewertungswandel der Prostitution zu beobachten. Aus politischen Gründen wurde dies oft abgetan: „Vertreter der naturalistischen Schule wie Richard Dehmel, Max Dauthendey, Otto Erich Hartleben, Otto Julius Bierbaum und Karl Bleibtreu widmeten sich der Befreiung der Frau von moralischen Konventionen, der freien Liebe und der Erhöhung der Prostituierten zur ‚venus vulgivaga‘ (umherschweifende Venus) in einer Weise, die eher lüstern als politisch zu nennen war.“ (Gordon A. Craig).

### 20. Jahrhundert

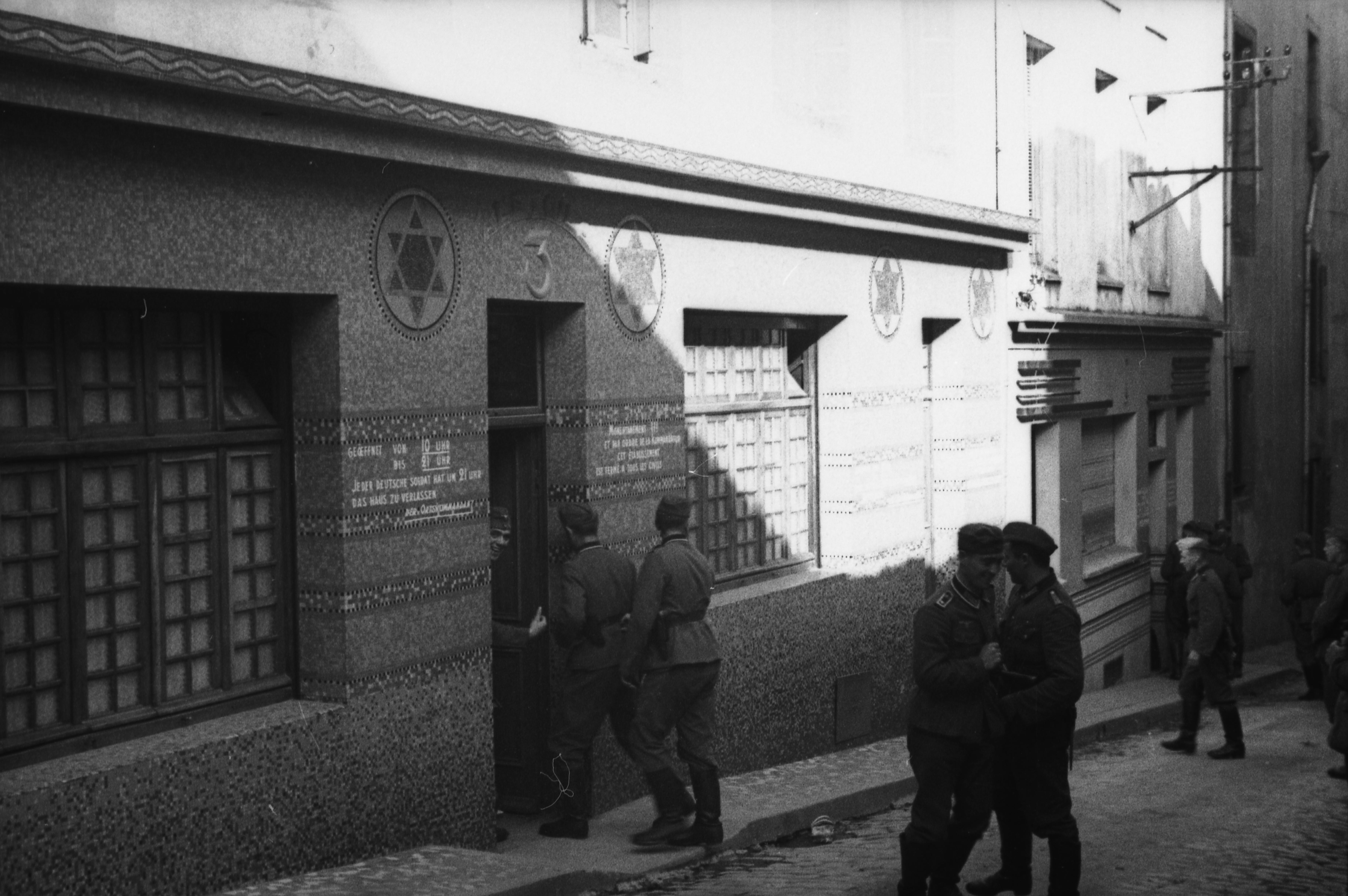
Soldatenbordell in einer ehemaligen Synagoge, Brest, Frankreich, 1940

Auf der Ebene des Völkerrechts gab es Versuche, sich auf Standards zur Bekämpfung von Prostitution und Menschenhandel zu einigen. Beispiele sind unter anderem das Internationale Übereinkommen vom 18. Mai 1904 zur Gewährung wirksamen Schutzes gegen den Mädchenhandel und die Konvention zur Unterbindung des Menschenhandels und der Ausnutzung der Prostitution anderer von 1949.
Während des Zweiten Weltkrieges wurden von der Wehrmacht und der SS Wehrmachtsbordelle eingerichtet. Frauen, die bei dieser Form der Zwangsarbeit mit Geschlechtskrankheiten angesteckt wurden, wurden in Vernichtungslager verbracht oder exekutiert. In den Konzentrationslagern gab es Lagerbordelle. Es war bei allen Kriegsparteien üblich, Kriegsbordelle einzurichten. Den von den japanischen Besetzern Ostasiens euphemistisch sogenannten „Trostfrauen“, meistens Chinesinnen und Koreanerinnen, drohte ähnliches.

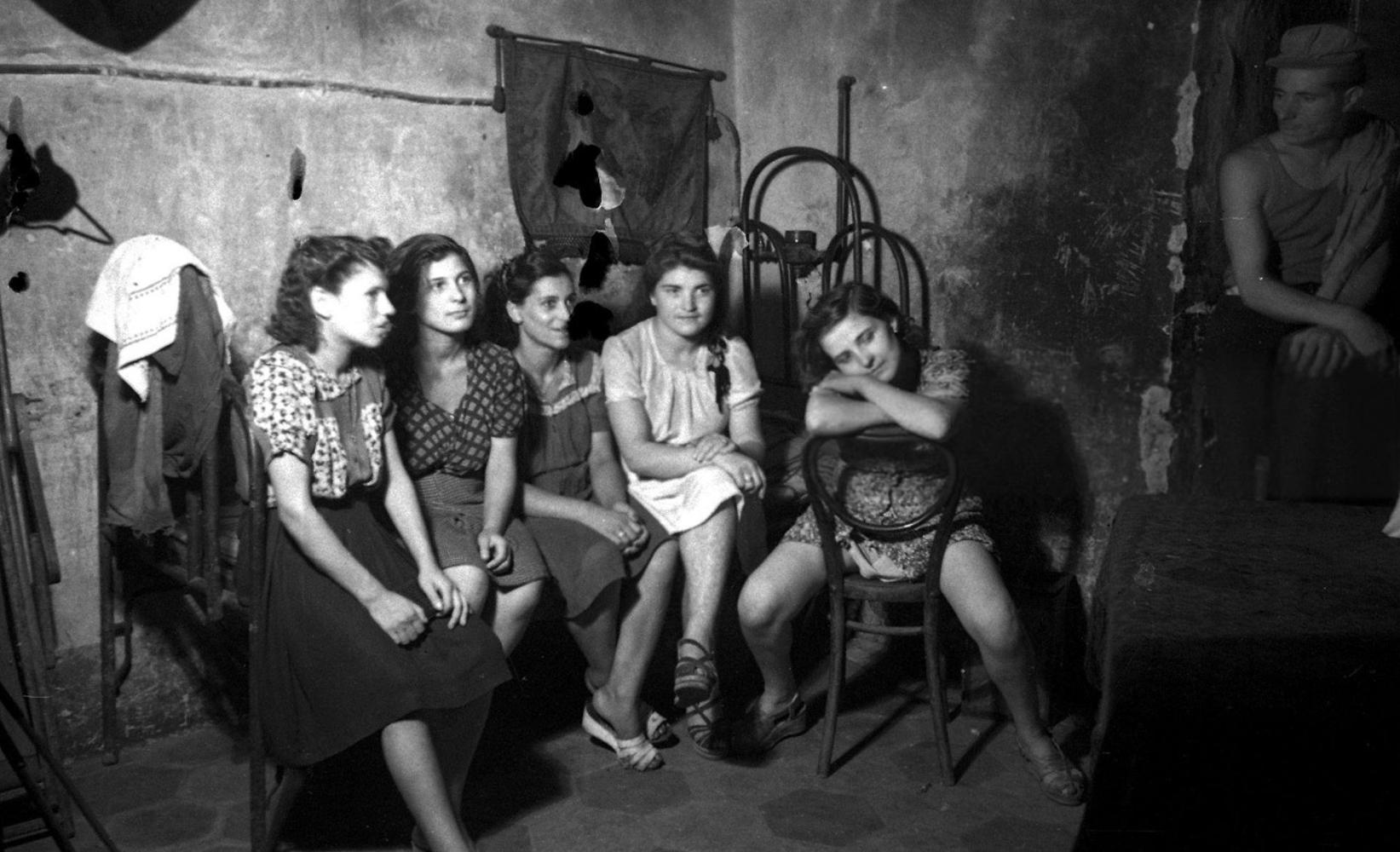
Prostituierte in einem Bordell in Neapel, 1945

In der DDR bediente sich das Ministerium für Staatssicherheit der offiziell seit 1968 unter Strafe stehenden Prostitution zur Informationsgewinnung über den „Klassenfeind“. Die Prostitution wurde nicht nur geduldet, sondern sogar durch Schulungen gefördert. Es wurden sowohl männliche als auch weibliche Prostituierte eingesetzt. Die Staatssicherheit der DDR nannte diese Art des Einsatzes „Frauenspezifische Verwendung“. Mit Informationen über sexuelle Deviationen der „Zielpersonen“ (d. h. der Kunden) wurden Dissidenten erpressbar. Haupteinsatzorte bei West-Besuchern waren die Intershops sowie die Leipziger Messe, internationale Kongresse und Veranstaltungen und die dazu genutzten Devisenhotels.
Nach der sexuellen Revolution ist die Prostitution in einigen Ländern von einem Tabuthema allmählich in den Rang eines gesellschaftlich zumindest hingenommenen Alltagsphänomens aufgerückt. Dies kommt auch durch Darstellungen in Kunst, Musik und Literatur zum Ausdruck. Während in dem Film Frühstück bei Tiffany von 1961 noch Andeutungen gemacht werden, wurde das Thema in Liedern wie Honky Tonk Women (1969) von den Rolling Stones und Lady Bump (1975) von Penny McLean zunehmend deutlicher angesprochen. Anfang des 20. Jahrhunderts bot laut einer Erhebung des Department of Justice jede fünfzigste Frau in den USA zwischen 20 und 30 Jahren sexuelle Dienste für Geld an. Eine in einem Bordell tätige Prostituierte konnte auf ein Jahreseinkommen von in heutigen Geldwert umgerechnet 76.000 US-Dollar pro Jahr kommen. Um 2009 verdiente eine Straßenprostituierte in Chicago durchschnittlich etwa 18.000 US-Dollar. Teile der Frauenbewegung lehnten und lehnen die Prostitution scharf ab, während andere dessen Legalität ausdrücklich unterstützen und Prostituierte in ihren Arbeitskämpfen unterstützten. Die sich inzwischen etablierende Hurenbewegung der 1980er und 1990er Jahre kann als ein Teil der Frauenbewegung angesehen werden.
Die zunehmende Globalisierung und Öffnung der Grenzen verändert das Bild der Prostitution. Frauen aus Ländern mit prekären Lebensverhältnissen drängen in die reichen Staaten oder werden angeworben oder angelockt, was die einheimischen Prostituierten zum Teil verdrängt und neue Strukturen mit sich bringt.

### 21. Jahrhundert

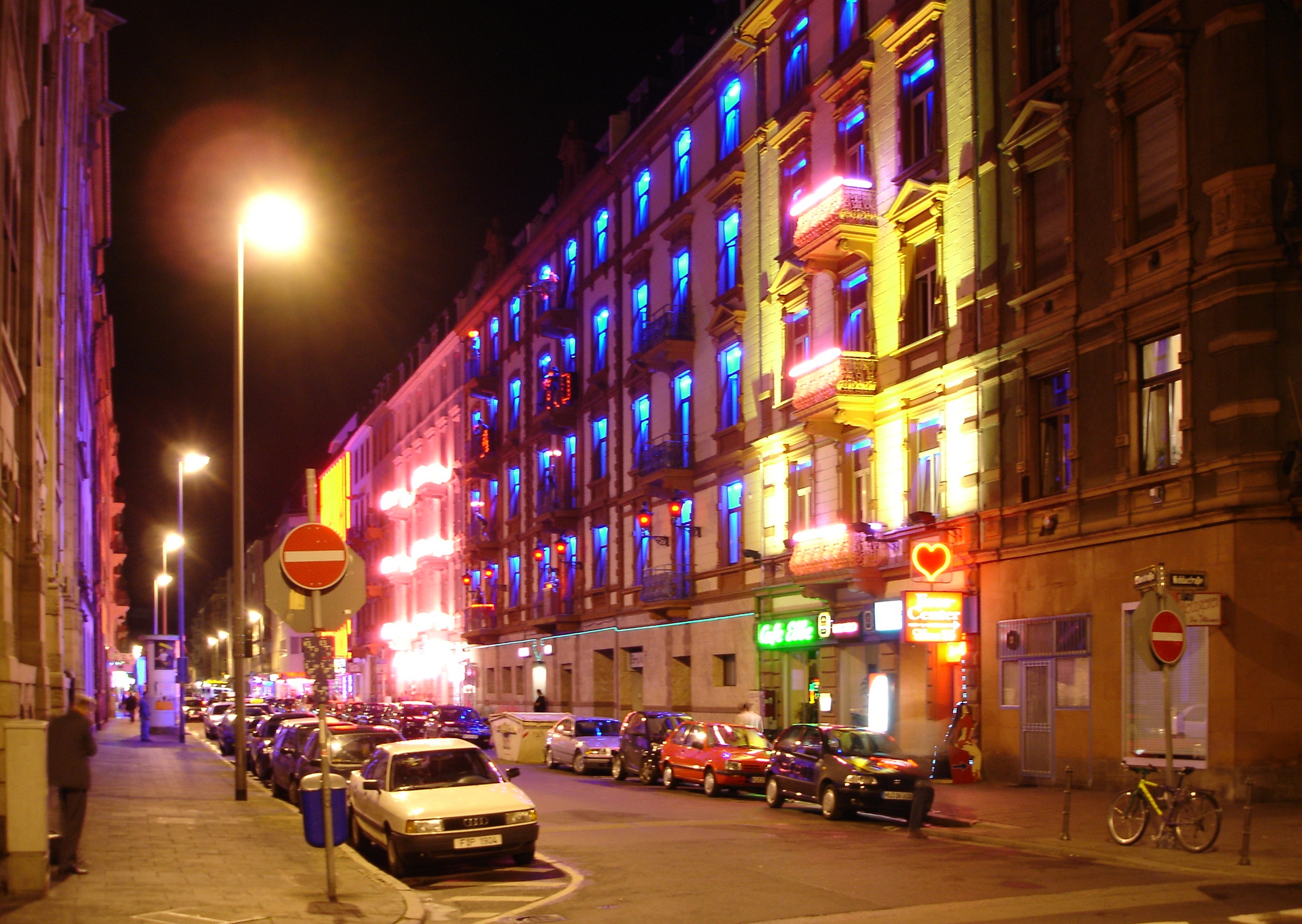
Das Rotlichtviertel von Frankfurt am Main bei Nacht, Mai 2005

2001 wurde ein Rückgang der Prostitutionskunden in der westlichen Welt beobachtet, was zum einen auf eine Zunahme der Möglichkeiten sexueller Aktivitäten außerhalb von Partnerschaften in Gestalt von Seitensprungportalen, Swingerclubs sowie Telefon- und Internetangeboten und zum anderen auf die Folgen von Finanz- und Wirtschaftskrisen zurückgeführt wird. Gleichzeitig ist eine Zunahme des Prostitutionsangebots zu verzeichnen.
Der Europäische Gerichtshof erklärte im November 2001, dass Prostitution zu den Erwerbstätigkeiten gehört, die „Teil des gemeinschaftlichen Wirtschaftslebens“ im Sinne von Art. 2 EG sind. In Deutschland gewann Felicitas Schirow im Dezember 2001 mit einem Urteil des Berliner Verwaltungsgerichtes einen Prozess, den sie um die vom Berliner Bezirksamt Wilmersdorf geforderte Schließung ihres Bordellbetriebs, des Café Pssst!, führte. In der Urteilsbegründung des Gerichtes hieß es, die Prostitution sei heute nicht mehr als sittenwidrig anzusehen, es habe eine Veränderung der Wertvorstellungen gegeben. Prostitution sei zu einer sozialen Realität geworden, die es zu akzeptieren gelte. Dennoch stellte das Bezirksamt Charlottenburg-Wilmersdorf im Februar 2001 gegen das Urteil Antrag auf Zulassung der Berufung. Parallel dazu gewann Stephanie Klee einen Prozess, in dem sie erfolgreich ihren Lohn für sexuelle Dienstleistungen einklagte. Beide Urteile konnten als Präzedenzfall gewertet werden und gelten für das Zustandekommen des im Januar 2002 in Kraft getretenen Prostitutionsgesetzes als bedeutend.
Der Ausschuss für die Rechte der Frau und die Gleichstellung der Geschlechter (FEMM) des Europäischen Parlaments schlug dem Parlament im sogenannten Honeyball-Report, benannt nach der Vorsitzenden Mary Honeyball, die Empfehlung des „Schwedischen Modells“ vor. Bereits 2004 wurde festgestellt, dass 6 Jahre nach der Einführung der Kundenbestrafung sowohl die Prostitution in Schweden generell als auch die Prostitution in Außenbereichen abnimmt. Am 26. Februar 2014 wurde die Resolution zur Empfehlung des Schwedischen Modells vom Europäischen Parlament verabschiedet. Die nicht bindende Resolution wurde mit 343 Stimmen angenommen, 139 Abgeordnete stimmten dagegen, 105 enthielten sich. Ähnlich positionierte sich der Europarat am 8. April 2014 mit der Resolution 1983 (2014). Menschenrechts-, Frauen- und Prostituiertenverbände, wie Gesundheitsexperten, Wissenschaftler und Polizeiverbände kritisierten die Beweisaufnahme und Quellenrecherche als unzureichend, selektiv und manipulativ und führten ins Feld, dass bei einer Kundenbestrafung das Abrutschen der Prostituierten in die Illegalität und dunkle Kanäle zu befürchten ist, wo sie nicht mehr erreichbar wären.
Die gesellschaftliche Wahrnehmung der Prostitution im beginnenden 21. Jahrhunderts ist geprägt von der Zersplitterung in verschiedene Positionen und Anschauungen, die von totalem Verbot und massiver Kriminalisierung bis zu völliger Legalisierung und Anerkennung als Erwerbstätigkeit reichen. Als Kontrapunkt zu den Prostitutionsgegnern, die sich selbst Abolitionisten (nach dem Abolitionismus zur Abschaffung der Sklaverei) nennen, formierten sich national und international Menschenrechtsverbände und Aktivistengruppen, die mit immer größerem Selbstbewusstsein die Anerkennung und Entkriminalisierung der Prostitution forderten. Bis zur Gegenwart werden die Kämpfe zwischen den Parteien in der öffentlichen Diskussion und in den Medien erbittert geführt, wozu auch die sozialen Medien und das Internet mit den Manipulationsmöglichkeiten genutzt werden.
Im Sommer 2025 erschien der "Abschlussbericht - Evaluation des Prostituiertenschutzgesetzes", in dem die nach wie vor lückenhafte Datenlage beklagt wird. Dies gelte nicht zuletzt für die Darstellungen der Prostitutionsgegner. Im Fazit auf Seite 18 heißt es "Die Behauptung, dass völker- und europarechtliche Abkommen (...) mehrheitlich ein grundsätzliches Sexkaufverbot empfehlen, trifft schlicht nicht zu." Weiterhin wird dort die Kritik erwähnt, dass eine Legalisierung der Prostitution die Nachfrage und somit den Menschenhandel fördern würde. Dazu heißt es "Valide Belege für diese Kritik gibt es bislang nicht". Die Behauptung, allein in Deutschland würden 180.000 bis 360.000 Personen in der Zwangsprostitution ausgebeutet, sei "nicht sonderlich plausibel".

## Formen und Ausprägungen

### Definitionen
Prostitution ist im Prostituiertenschutzgesetz definiert als der Verkauf von sexuellen Handlungen aller Art, wobei diese von der verkaufenden Person ausgeübt, zugelassen oder in direkter Anwesenheit der kaufenden Person vorgeführt wird. Diese Definition umfasst auch erotische und Tantra-Massagen, deshalb müssen sich auch Masseurinnen und Masseure als Prostituierte anmelden. Nicht zur Prostitution gehören Vorführungen mit ausschließlich darstellerischem Charakter wie zum Beispiel Striptease oder auch bezahlter Cybersex, da der Kunde nicht direkt anwesend ist.

### Datenlage
Erkenntnisse und Daten werden hauptsächlich an Krisenorten wie Krankenhäusern, Psychiatrien, Kinderheimen, Flüchtlingslagern, Polizeistationen und/oder Gefängnissen erhoben und sind durch die besonderen Umstände und Situationen der betroffenen Personen, den damit verbundenen Problemen sowie den kulturellen, sozialen und politischen Hintergründen beeinflusst. Es gibt Umfragen – sowohl unter Prostituierten als auch unter Kunden, die jedoch nicht immer repräsentativ sind.
Präzise Angaben über Anzahl der Prostituierten gab es in Deutschland bis Ende 2013 nicht. 2017 trat die Verordnung über die Führung einer Bundesstatistik nach dem Prostituiertenschutzgesetz (Prostitutions-Statistikverordnung – ProstStatV) in Kraft.

### GESA-Studie
Die GESA-Studie Psychische Gesundheit von Sexarbeiter*innen in der Covid-19 Pandemie aus dem Jahr 2021 enthält eine Tabelle Kontexte der Prostitution mit Angaben von 50 befragten Prostituierten. Demnach arbeiten nur die wenigsten Prostituierten auf dem Straßenstrich, im Wohnwagen oder Bordellen, jedoch die meisten im Escort-Service oder in Privatwohnungen.
| 56 % | Escort-Service                          |
| 54 % | Privatwohnung                           |
| 42 % | Hotelzimmer                             |
| 36 % | Internetplattform                       |
| 16 % | Sexualassistenz                         |
| 12 % | BDSM-Studio                             |
| 12 % | Auto                                    |
| 08 % | Saunaclub / Massagestudio / Swingerclub |
| 06 % | Laufhaus / Bordell                      |
| 02 % | Straßenstrich                           |
| 02 % | Wohnwagen                               |

### Prostitution im öffentlichen Raum

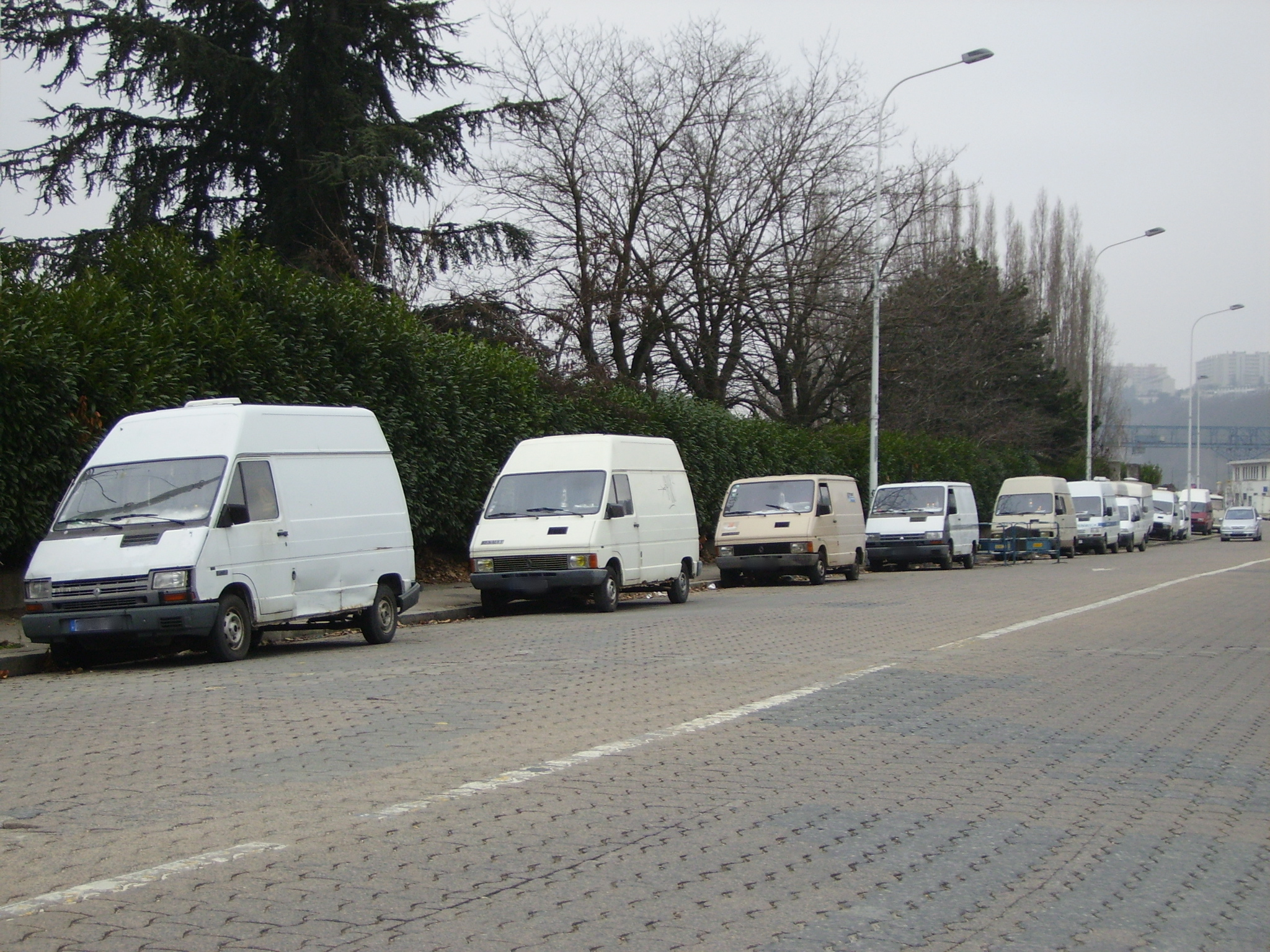
Prostitution in Wohnmobilen in Lyon (Frankreich) 2006

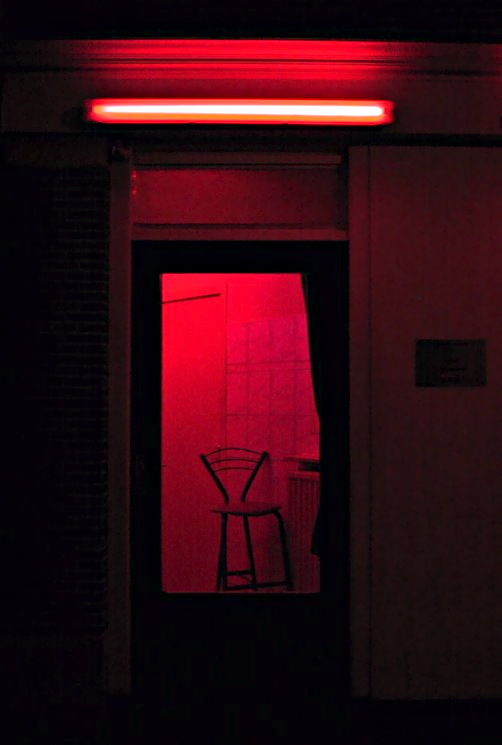
Koberfenster in Amsterdam

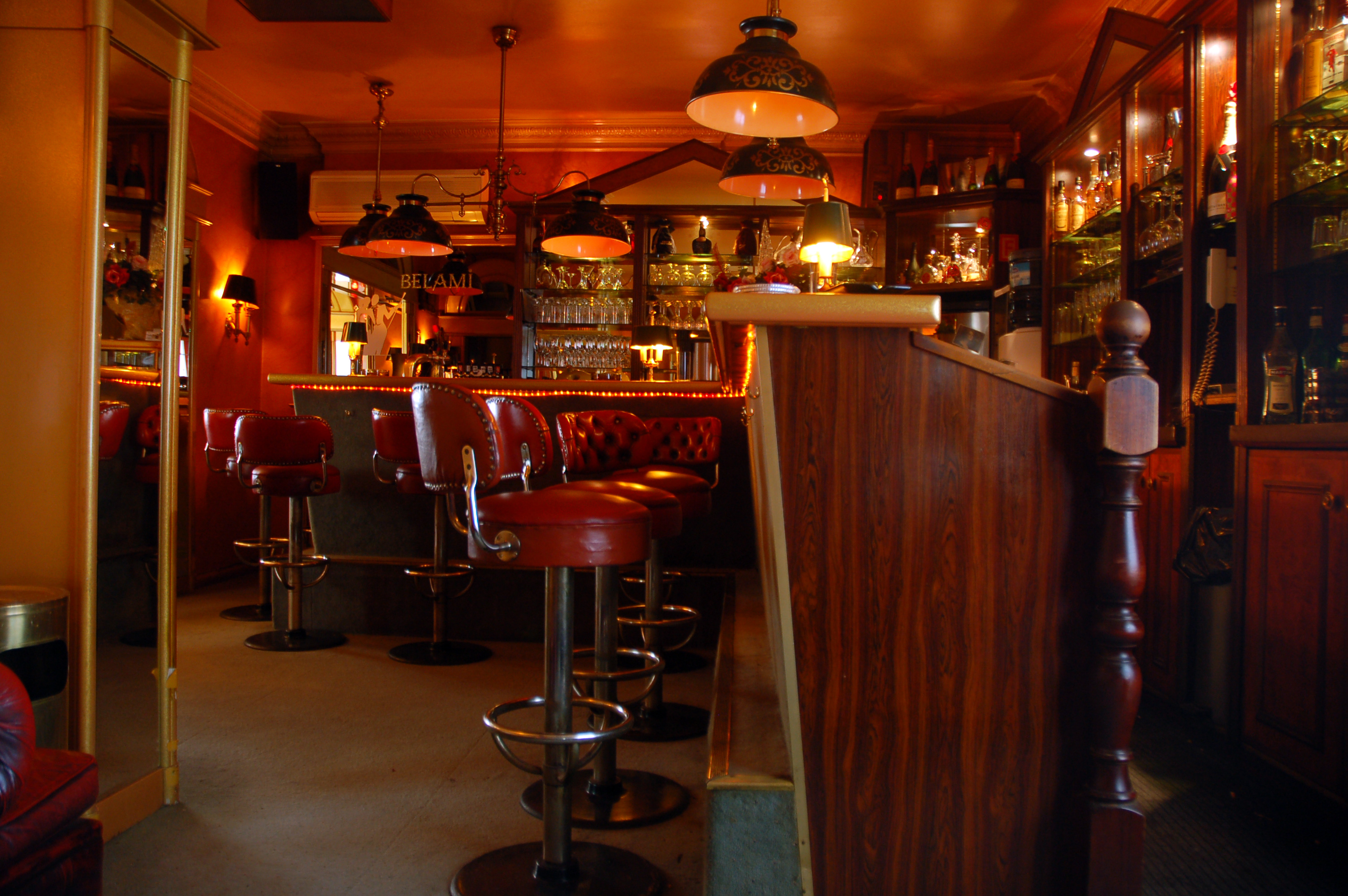
Bar in einem Edelbordell

Bei der öffentlichen Prostitution stehen die Prostituierten an bestimmten, offiziell dafür vorgesehenen oder inoffiziell bekannten, offen einsehbaren Stellen und bieten sich potentiellen Kunden an. So findet Prostitution an Straßen, in Hotelbars, Raststätten und an ähnlichen Orten statt. Relativ neu ist die Verrichtungsbox als kontrollierte Variante des Straßenstrichs. Bei der Straßenprostitution wird die Dienstleistung in der Regel entweder im Auto oder in Hotels durchgeführt, oft in sogenannten Stundenhotels. Einige Prostituierte warten in Wohnwagen oder Wohnmobilen, die ihren Arbeitsplatz darstellen, an Parkplätzen oder Autobahnraststätten auf Kunden. Stefan Zweig gibt einen Hinweis auf den Ursprung des Begriffs „Strichmädchen“ in seinem Buch Die Welt von Gestern: „In Wien wurden sie allgemein ‚Strichmädchen‘ genannt, weil ihnen von der Polizei mit einem unsichtbaren Strich das Trottoir abgegrenzt war, das sie für ihre Werbezwecke benutzen durften...“

### Prostitutionsstätten

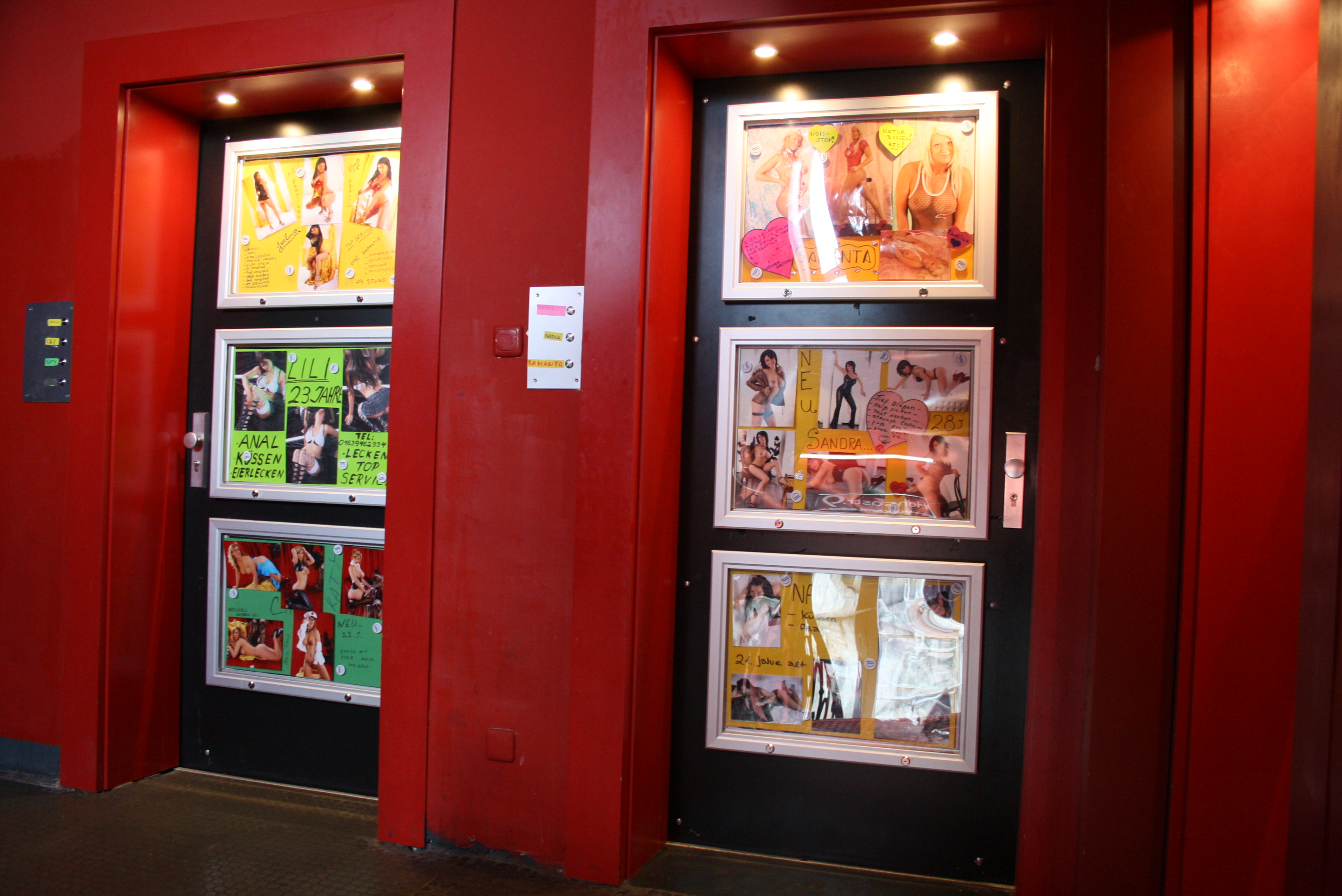
Eingangstüren zu einem Bordell (2011)

Bordelle sind spezielle Häuser, die über einen Kontaktraum verfügen, in denen der Kunde eine Prostituierte oder einen Stricher (House of Boys) auswählen kann und dann mit ihr oder ihm ein Zimmer für den Sex (ähnlich einem Stundenhotel) aufsucht. Abwandlungen sind Laufhäuser oder Straßen mit schaufensterähnlichen Räumen im Erdgeschoss, in denen die Prostituierten sitzen.
Bei Modellprostitution mieten die Prostituierten Zimmer in sogenannten Modellwohnungen, manchmal nur für eine begrenzte Zeit. Sie werben zum Beispiel in Lokalzeitungen oder im Internet, um Kunden anzuziehen. Einige Betreiber von solchen Modellwohnungen setzen gezielt auf diese Art des Angebots, um immer neue Gesichter zu garantieren und damit Kundeninteresse zu wecken. Zum Teil sind diese Häuser untereinander vernetzt und die Prostituierten sind in ein Rotationsprinzip eingebunden.
Bei Prostitution in Kontaktsaunen oder sogenannten Partytreffs sitzen die Prostituierten in einer gewollt wohnlichen Atmosphäre und bieten sich so den Kunden an. Für die Ausübung der sexuellen Handlungen sucht man entweder Einzelräume auf oder sie finden auf sogenannten „Spielwiesen“ statt, wobei es durchaus vorkommen kann, dass mehrere Paare gleichzeitig die ausgehandelte Tätigkeit durchführen (bis hin zum Gruppensex). Gewöhnlich wird vom Kunden ein Pauschalbetrag als Eintritt bezahlt, der ein kaltes oder warmes Buffet, Getränke sowie Wellnessangebote wie Sauna oder Whirlpool beinhaltet, jedoch keine sexuellen Dienstleistungen – diese sind direkt mit den Prostituierten zu vereinbaren.
In sogenannten Flatrate-Bordellen, auch Pauschalclubs genannt, zahlten Kunden zu Beginn einen Pauschalbetrag und konnten danach die Dienstleistungen der Frauen unbegrenzt nutzen. Diese Geschäftsstrategie ist seit Einführung des Prostituiertenschutzgesetzes im Jahr 2016 illegal.
In Nachtclubs sitzen Prostituierte als Animierdamen an der Bar. Einige bekommen Provision, wenn sie mit den Gästen trinken und so deren Konsum fördern.

### Begleitservice und Besuchsprostitution
Bei Begleitservice oder Besuchsprostitution (Callgirls, Callboys) werden Prostituierte direkt über Kontaktanzeigen im Internet und Printmedien oder über Vermittlungsagenturen (sog. Escortagenturen) gebucht. Die gewünschte sexuelle Dienstleistung wird beim Kunden zu Hause, in einem Hotel oder in einer separat angemieteten Wohnung erbracht. Bei gehobenen Escortdiensten gehen die gebuchten Prostituierten unter Umständen auch auf Reise oder lassen sich auf Bestellung ins Ausland ein- und ausfliegen. Im Internet findet die Anbahnung meist über Erotikportale und Foren statt. Letztere dienen auch dem Austausch über Gütekriterien der Leistung. Zu den bekanntesten Callgirls gehörte Xaviera Hollander.

### Angebot diverser Sexualpraktiken

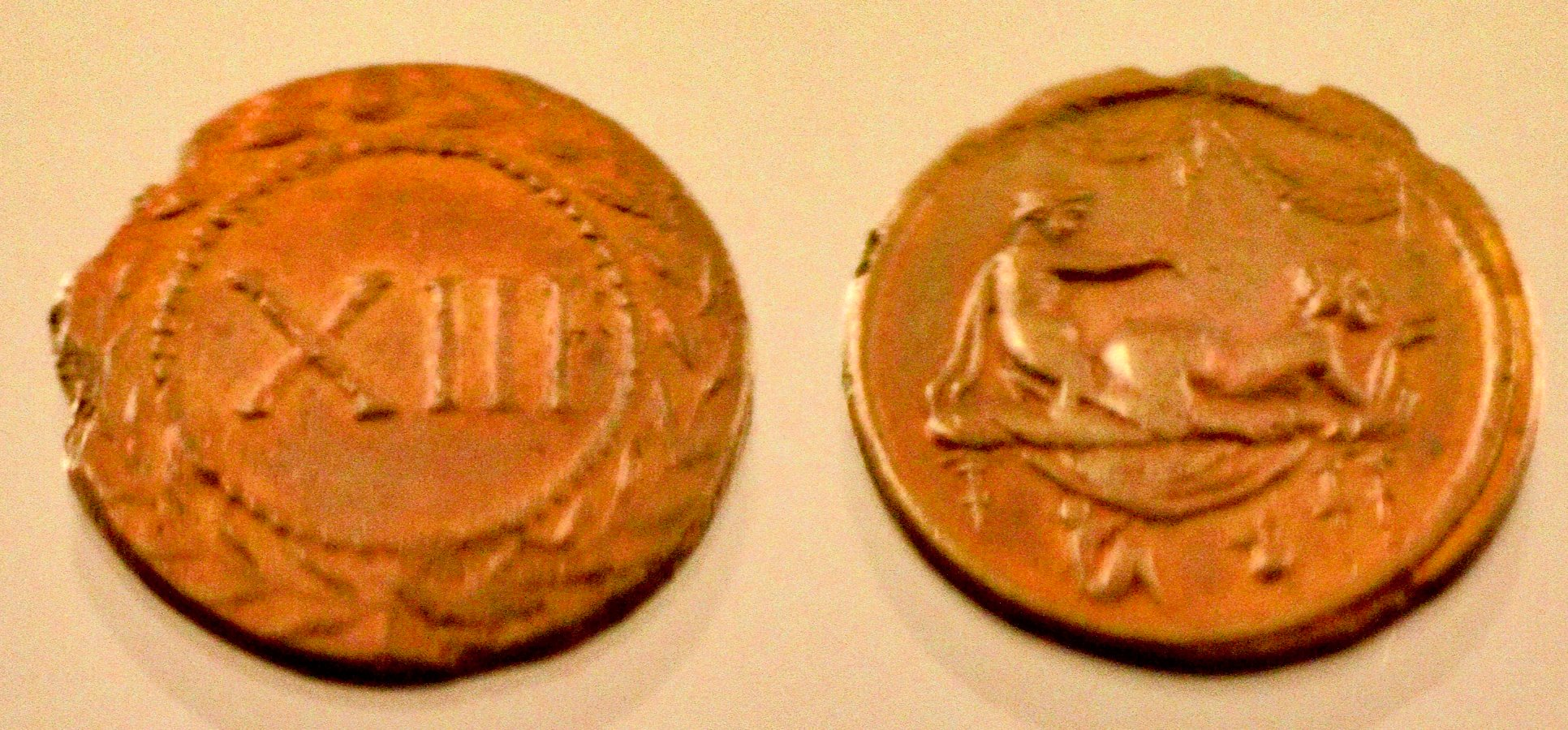
Spintria

Angeboten werden eine Reihe von Sexualpraktiken. Von der Vielfalt der Stellungen und Praktiken zeugen schon die Abbildungen auf den Spintriae aus dem Römischen Reich.
Prostitution funktioniert nach den Gesetzen des Marktes; somit werden auch die von zahlenden Kunden verlangten Praktiken, Personen und Präferenzen in Bezug auf Geschlecht, Alter, Aussehen, Tätowierungen, Intimschmuck, Haut- und Haarfarbe, Figur sowie körperliche und sonstige Besonderheiten jeglicher Art der Nachfrage entsprechend angeboten.
Für Sadomasochisten findet in SM-Studios eine Prostitutionsform statt, welche auf den sexuellen Genuss von „Strenge und Schmerz“ aufbaut. Die aktiv Ausübenden werden Domina/Sado genannt, die passiv „Duldenden“ Sklave/Sklavia. Diese Szene zählt sich selbst in der Regel nicht zum herkömmlichen Prostitutionsgewerbe. Allerdings sprechen sich einige Prostituierte dafür aus, auch Prostitution im BDSM-Bereich explizit als solche zu benennen.
In manchen ostasiatischen Ländern werden auch Menschenaffen für sexuellen Missbrauch angeboten, wobei nicht deutlich wird, ob die Befriedigung sodomistischer Kunden oder die Versklavung der Tiere das Hauptmotiv liefert.

### Sexualassistenz oder Surrogatpartner
Als Sonderform der Prostitution gilt die Surrogatpartnerschaft (auch Sexualassistenz oder Sexualbegleitung genannt) dar, die alte und behinderte Menschen bei der sexuellen Bedürfnisbefriedigung unterstützen soll. Sexualassistenten führen Handlungen für Menschen aus, wozu diese aufgrund körperlicher Einschränkungen nicht fähig sind. Dabei können auch emotionale Partnerschaften eingegangen werden. Im Gegensatz zu vielen anderen therapeutischen oder behinderungsspezifischen Hilfen obliegt die Finanzierung dieser Dienstleistung in aller Regel den betroffenen Menschen selbst. Auch eine Kostenübernahme durch die Krankenkassen (‚Sex auf Krankenschein‘) ist in Deutschland – anders als etwa in den Niederlanden – gesetzlich ausgeschlossen. In Dänemark werden mit staatlicher Hilfe bessere Möglichkeiten zur Befriedigung sexueller Bedürfnisse für behinderte Menschen angeboten, das heißt, es werden nach Wunsch Prostituierte für diese Menschen engagiert. Sexualassistenten werden in Deutschland durch spezielle (therapeutische) Ausbildungsgänge geschult, um auf die besonderen Bedürfnisse behinderter Menschen einzugehen. Allerdings ist die Ausbildung in vielen anderen Ländern unterschiedlich geregelt oder nicht vorhanden.

### Männliche Prostitution
Männliche Prostitution richtet sich an einen überwiegend männlichen Kundenkreis. In der sozialen Arbeit werden trotz schwieriger Abgrenzung oft Callboys als besser situierte und selbstbestimmter arbeitende Sexarbeiter von den Strichern unterschieden, die zumeist in prekären Verhältnissen leben. Die Leiterin der Kriseninterventionsstelle der Aids-Hilfe in Frankfurt am Main schätzt den Anteil von Männern unter den Prostituierten in Frankfurt auf 30 Prozent. Die meisten von ihnen seien heterosexuell und suchen aus reiner Geldnot in Kneipen, Bars, Parks und Toiletten nach Kunden. Aktuelle Studien geben für Deutschland einen Männeranteil von 8–12 % in der Prostitution an.
Männliche Prostitution mit einem weiblichen Kundenkreis stellt die Ausnahme in Deutschland dar. Eine Sonderform stellen die Bumsters oder Beachboys dar, die in Urlaubsländern prostitutionsähnliche Verhältnisse mit Sextouristinnen eingehen.

## Zielgruppe
Die Zielgruppe von Prostitution bilden vor allem Männer, die spezifisch als Freier, allgemeiner und zunehmend als Kunden, Klienten oder Gäste bezeichnet werden. Für die Bezeichnung von Frauen haben sich entsprechende weibliche Formen eingebürgert (Kundin, Freierin). Gegner der Prostitution bezeichnen sie als Ausbeuter.
| Land               | Anteil | Stichprobe | Jahr | Quelle         |
| ------------------ | ------ | ---------- | ---- | -------------- |
| Finnland           | 13 %   | 624        | 1999 | Rotkirch u. a. |
| Norwegen           | 11 %   | 1617       | 1992 | Leridon u. a.  |
| Schweden           | 13 %   | 1475       | 1996 | Lewin u. a.    |
| Dänemark           | 14 %   | 6350       | 2005 | Lautrup        |
| Großbritannien     | 7 %    | 7941       | 1991 | Wellings u. a. |
| Niederlande        | 14 %   | 392        | 1989 | Leridon u. a.  |
| Schweiz            | 19 %   | 1260       | 1992 | Leridon u. a.  |
| Spanien            | 39 %   | 409        | 1992 | Leridon u. a.  |
| Russland           | 10 %   | 870        | 1996 | Rotkirch u. a. |
| Vereinigte Staaten | 16 %   | 1709       | 1992 | Michael u. a.  |
| Australien         | 16 %   | k. A.      | 2003 | Weitzner       |
| Deutschland        | 18 %   | 524        | 1994 | Kleiber u. a.  |

Wie viele Prostitutionskundinnen und -kunden es gibt, ist nicht genau bekannt. Udo Gerheim, Universität Oldenburg, schrieb 2012: „Es muss daher konstatiert werden, dass zur Zeit keine verlässlichen und abgesicherten quantitativen Primärdaten über das soziale Feld der Prostitution existieren.“ Die in wissenschaftlichen und journalistischen Werken genannten Größenordnungen von 1,2 Millionen Kunden pro Tag und 400.000 Prostituierten in Deutschland sind lediglich Schätzwerte und Hochrechnungen, die teilweise aus den 1980er-Jahren stammen. Hochgerechnet auf die männliche Bevölkerung bedeutet dies, dass im Durchschnitt jeder Mann zwischen 20 und 59 einmal monatlich eine Prostituierte aufsucht. Neuere Berechnungen gehen jedoch von deutlich weniger Sexarbeitenden aus. Eine Studie aus dem Jahr 2023 des Erotikportals Erobella kommt zu dem Ergebnis, dass es 88.800 Prostituierte hierzulande gibt, die Organisation Doña Carmen spricht von rund 90.000 Sexarbeitenden.
Hintergrund für die schlechte Datenlage ist, dass die Prostitution als Themengebiet wenig Reputation verspricht und als anstößig gilt. Vorhandene Untersuchungen beschränken sich meist auf juristische, medizinische und sozial-hygienische Aspekte. Warum sich Untersuchungen vorwiegend mit der männlichen Nachfrageseite beschäftigen, beschreibt Gerheim wie folgt: „Im Vergleich zur bisherigen administrativen Regulation der Prostitution kann diese staatsfeministisch inspirierte Machttechnologie als entscheidender sozialpolitischer und juristischer Paradigmenwechsel betrachtet werden. Die Rollen in diesem gesellschaftlichen Drama sind in Gestalt des Kunden als männlicher (Gewalt-)Täter und der weibliche Prostituierten als hilfloses weibliches Opfer unwiderruflich festgelegt.“ Die spärlich vorliegenden quantitativen Ergebnisse unterliegen zudem hohen Unsicherheiten. Diese ergeben sich aufgrund unterschiedlicher Erhebungsmethoden (telefonisch, online, schriftlich, persönlich), Erhebungspersonal (Mann oder Frau), Verständnis von Prostitution und der Häufigkeit der Prostitutionsnachfrage (einmalig, gelegentlich, regelmäßig).
Für Deutschland haben Kleiber und Velten 1994 die Ergebnisse ihrer quantitativ empirischen Untersuchung vorgelegt. Dieser zufolge haben 18 % der männlichen Bevölkerung zwischen 15 und 74 Jahren bereits käuflichen Sex nachgefragt. Für die dänischen Daten konnte zudem 2005 differenziert werden, dass 60 % der prostitutiv aktiven Männer nur einmaligen bis geringen (bis zu fünf Mal) Kontakt zu Prostituierten hatten.
Männliche Prostitutionskunden stammen aus allen sozialen Schichten und Altersgruppen, wobei die 20–40-Jährigen nach einer sozialstrukturellen Analyse der bundesrepublikanischen Freiergruppe nach Kleiber (2004) mit 72 % überrepräsentiert sind. Auch waren mit 56 % die ledigen Männer am stärksten vertreten gegenüber 34 % Verheirateten und 10 % Geschiedenen. Früher wurde gelegentlich, etwa im Kinsey-Report, von einer Überrepräsentation älterer Männer gesprochen. Zudem führten Kleiber und Velten aus, dass überdurchschnittlich viele Kunden zwischen 20 und 40 Jahre alt, ledig oder geschieden sind und Abitur oder Fachabitur haben oder aus akademisch vorgebildeten Kreisen stammen. Es werden drei idealisierte Kundentypen präsentiert: 1. Der Playboy, 2. Der Verlierer und 3. Der Familienvater.
Doris Velten hat in ihrer Dissertation im Jahr 1997 bei 62 qualitativ-standardisierten Interviews mit Kunden zwei signifikante Alterskohorten bei dem Erstbesuch von Prostituierten beschrieben. So waren 47 % der Männer bei ihrem Erstbesuch jünger als 20 Jahre und 45 % zwischen 20 und 30 Jahre.
In Bezug auf weiblichen Sextourismus in der Karibik sind Hinweise auf eine Überrepräsentanz von Frauen der amerikanischen weißen Mittelschicht erkennbar.
Deutliche Unterschiede hinsichtlich Einkommen und Bildung lassen sich allerdings bezüglich der von männlichen Kunden nachgefragten Prostitutionssegmente beobachten. So ist die Finanzkraft der Kunden entscheidend für das nachgefragte Prostitutionssegment. Während Straßen- und Beschaffungsprostitution tendenziell eher von finanzschwachen Männern nachgefragt wird, orientieren sich finanzstärkere Männer eher im Hochpreissegment von Escort- und Hotelprostitution. Geld und Sexualität sind daher beides Mangelprodukte, die in der Prostitution getauscht werden. Dabei kann das Bezahlen zugleich Macht und Ohnmacht bedeuten, markiert es doch die Bedürftigkeit der Kunden und verweist auf ihr Unvermögen, ohne Geld bei Frauen erfolgreich zu sein.

### Jedermann-Hypothese
Einer Hypothese zufolge gibt es keine hinsichtlich sozialer oder kultureller Merkmale typischen Kunden. Während die Jedermann-Hypothese auch international mehrfach belegt ist, steht sie offensichtlich im Widerspruch zum Befund, dass eine Mehrheit der Männer keine Prostitutionskunden sind.
Gerheim schrieb 2012 hinsichtlich des Umfangs der männlichen Prostitutionsnachfrage:

„Es kann festgestellt werden, dass auch global betrachtet nur ein kleiner Teil der männlichen Gesamtbevölkerung Prostitution aktiv und regelmäßig nutzt und dass für eine relevante Größe der Männer die Nachfrage nach käuflichen Sex lediglich ein singuläres bzw. marginales Ereignis darstellt.“

### Feministische Sichtweisen
Gemäß der feministischen Kritik der historischen und zweiten Frauenbewegung stellt Prostitution einen existenziellen Angriff auf das sexuelle Selbstbestimmungsrecht von Frauen dar und degradiert diese zu einem Tauschobjekt männlich sexueller Unterwerfungslust. Entsprechend werden Kunden mit Vergewaltigern gleichgesetzt, was jedoch in der wissenschaftlichen Diskussion strittig ist. Die Radikalfeministin Andrea Dworkin hat diese Gleichsetzung männlicher Sexualität mit Gewalt mit publizistischer Unterstützung der EMMA-Herausgeberin Alice Schwarzer bereits 1987 geäußert. Dworkin geht dabei von der Annahme aus, dass Gewalt ein essentieller und naturgegebener Bestandteil der männlichen Sexualität ist. Entsprechend werden Prostitutionskunden als „normale“ Männer verstanden, die Frauen vergewaltigen. Prostitution wird dabei als spezielle Form männlicher Gewalt gegen Frauen interpretiert. Demzufolge sind alle Kunden Vergewaltiger, weil sie Frauen missbrauchen, indem sie durch Geld ihre Zustimmung erzwingen.

### Motivation
Ein weiterer Ansatz ist die Charakterisierung aus Sicht der Kunden. So behauptet eine schwedische Studie, dass Männer, die nach Einführung der Kundenbestrafung weiterhin käuflichen Sex nachfragen, eine kranke perverse Sexualität besitzen.
Auf der Grundlage ihrer Stichprobe unterschied Doris Velten in ihrer biografischen Kunden-Studie in Deutschland sechs Kategorien von Kunden:
1. enttäuschter Romantiker: Er ist zumeist älter als 40 Jahre und verheiratet, geschieden oder ledig und kommt in allen Bildungsschichten vor. Er nutzt die Prostitution als Ersatz für empfundene Defizite in der privaten Partnerschaft. Er hätte lieber eine feste Partnerin und wäre dieser treu. Das gelingt ihm aber nicht, da es entweder zurzeit keine Partnerin gibt oder sie sich sexuell verweigert.
2. rationaler Stratege: Er ist im Durchschnitt 39 Jahre alt und ebenfalls verheiratet, geschieden oder ledig. Im Gegensatz zum enttäuschten Romantiker kann er seinen Prostitutionsbesuch rational durch Defizite erklären, ohne das Gefühl zu haben, etwas zu tun, was einer privaten Partnerschaft schaden könnte.
3. liberalisierter Kunde: Er ist ebenfalls über 40, aber in der Regel geschieden und verfügt über ein geringeres Bildungsniveau. Er hat sich von traditionellen Partnerschaftsvorstellungen freigemacht (liberalisiert) und geht zu Sexarbeitenden, weil er Lust an der Überschreitung von Grenzen hat. Gleichwohl kann sein prostitutiver Erstkontakt auch aus einem Defizitgefühl erfolgt sein. In Veltens Beispiel stellt dieser Kundentyp eine Ausnahme dar.
4. Hedonist: Er ist durchschnittlich Mitte 30, ledig und mit unterschiedlichem Bildungsniveau. Er besucht Prostituierte weniger aufgrund privater sexueller Defizite, sondern aus Lust an der Prostitution. Er hat eher unkonventionelle Partnerschaftsideale und keine Schwierigkeiten, die eigenen Kundenaktivitäten mit seinem Selbstbild zu vereinbaren.
5. zwiespältiger Kunde: Er ist zwischen 20 und 30 Jahre alt. Er kann seine Kundenaktivitäten überhaupt nicht mit seinem Selbstbild vereinbaren, obwohl er keine konventionellen Beziehungsvorstellungen hegt. Er erlebt die Prostitutionsbesuche als unkontrollierbare rauschhafte Dynamik, die er zur Herstellung seiner Männlichkeit nutzt und von denen er sich abhängig fühlt. Er bereut den Prostitutionsbesuch, doch das Gefühl der Minderwertigkeit als Mann zwingt ihn zu Wiederholung und zur erneuten Wiederherstellung von Männlichkeit.
6. neugieriger Single: Er stellt wie der liberalisierte Kunde ebenfalls eine Ausnahme in der untersuchten Stichprobe dar. Er hat nicht-traditionelle Beziehungswünsche und weit mehr sexuelle Spontankontakte als andere Kundentypen. Er geht aus Neugier zu Prostituierten, eventuell nach einer festen Partnerschaft und in der Regel auch nur wenige Male im Verlauf seines Lebens. Kunde zu sein, ist mit seinem Selbstbild nicht vereinbar, weil ihm der Kontakt zu wenig erotisch vorkommt.

Eine historische Auswertung finnischer Akten von Polizei, Gerichten und Gesundheits- und Ordnungsbehörden im Umfeld der Prostitution des 19. Jahrhunderts unterteilt die Kunden in
1. Studenten, Soldaten, Seeleute, Arbeiter und Männergruppen,
2. verheiratete ältere Männer aus der Mittelklasse und Oberschicht,
3. alleinstehende, obdachlose arme Männer sowie
4. Abenteurer auf der Suche nach spezifischen sexuellen Erfahrungen.[82]

Die Erkenntnisse soziologischer und psychologischer Motivforschung über die Gründe männlicher Nachfrage nach käuflicher Sexualität jenseits pathologisierender Diskurse (Sexualpathologie) sind spärlich und verweisen auf ganz unterschiedliche Motivbündel. Jüngere Untersuchungsmodelle gehen jedoch davon aus, dass die männliche Nachfrage weniger eine definierte Rolle ist, sondern sie wird mehr als sozialer Prozess verstanden, der sich in unterschiedlichen Sinnstrukturen untergliedern lässt.

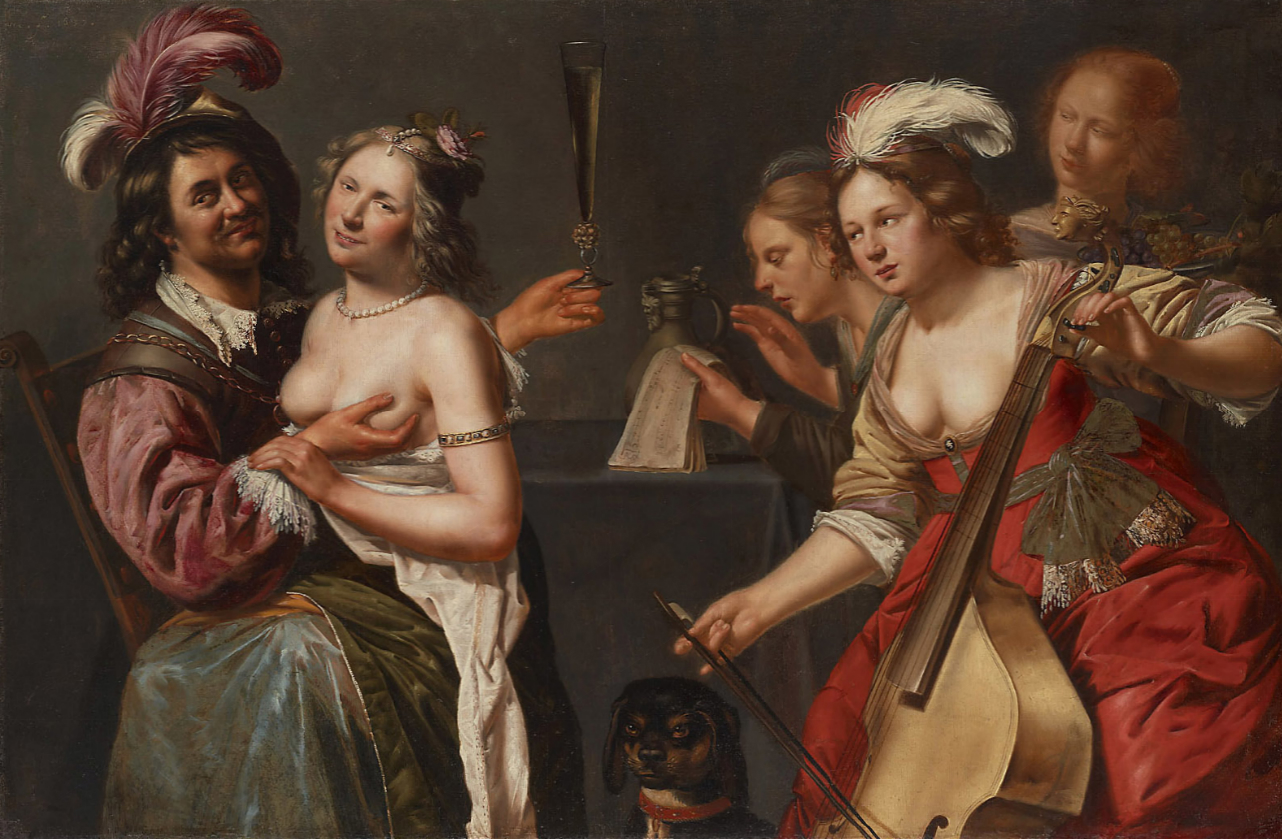
Der verlorene Sohn von Johannes Baeck (1637). Der verlorene Sohn verprasst sein Erbe bei den Huren. Öl auf Leinwand, 123 × 184 cm

Historisch wird die männliche Nachfrage mit einer Ventilfunktion in Verbindung gebracht. Dem liegt die Vorstellung einer männlichen Dampfkesselsexualität zugrunde. So wird von männlichem Triebstau und Triebabfuhr gesprochen. Diese Vorstellung hat ihre Ursprünge in der medizinischen Säftelehre, nach der die männlichen Genitalien eng mit dem sogenannten uro-genitalen Apparat verbunden sind. Männliche Sexualität wird auf die Ejakulation reduziert, die ähnlich wie der Harndrang einer vermeintlich „natürlichen“ Entleerung bedürfe.
Hinzu kommt die weit verbreitete Annahme, dass Männer wegen ihres stärkeren Sexualtriebs eine entsprechende Triebabfuhr brauchen, da ansonsten die Gesellschaft gefährdet sei. Zusammen mit dem historischen Masturbationsverbot ergibt sich so die Gefahrenabwehr als erste Begründung für die männliche Prostitutionsnachfrage.

„Die Hure schützt die bürgerliche Gesellschaft vor Unzucht, Vergewaltigung, Verführung, Betrug, Ehebruch, Selbstbefleckung (Piraten, Mordbrenner, Seeräubervolk). Nur durch die Schamlosigkeit der Huren ist die Keuschheit der Frauen und Jungfrauen möglich.“

Für die männliche Sexualität wird ferner eine besondere Objektbezogenheit angenommen. Diesen Objektbezug männlicher Sexualität beschrieb der Begründer der Psychoanalyse Sigmund Freud mit den Worten: Wo sie lieben, begehren sie nicht, und wo sie begehren, können sie nicht lieben. Sie brauchen Objekte, die sie nicht lieben brauchen, um ihre Sinnlichkeit von ihren geliebten Objekten fernzuhalten.
Vor dem Hintergrund dieser angenommenen Selbstbezogenheit des männlichen sexuellen Begehrens wird die Reduktion der Frau zum Sexualobjekt interpretiert. Prostitution erhält zudem eine gegenüber der bürgerlichen Ehe Kompensations- und Surrogatfunktion zur Regulation des männlichen Triebhaushaltes. Sie ermöglicht es Männer ihre „stets anwesende“ Sexualenergie ohne emotionale Bindungserwartungen und ohne soziale Konsequenzen wie Heirat oder Verlobung ungehindert und jederzeit ausagieren zu können. Dementsprechend entspringe die männliche Nachfrage nach käuflichem Sex einer bürgerlichen Doppelmoral mit dem patriarchalen Mythos, dass die männliche Über- und weibliche Unterordnung ein „erotischer“ Lustgewinn für den Mann sei.
Im Widerspruch zur angenommenen Selbstbezogenheit und Objektfixierung des männlichen sexuellen Begehrens stehen allerdings Befunde, denen zufolge das Lustempfinden der Prostituierten ein wesentliches Nachfragemerkmal von Kunden ist und die glaubwürdige Inszenierung der weiblichen Lust und des weiblichen Begehrens ein wesentliches Qualitätsmerkmal der nachgefragten käuflichen Sexualität darstellt.
Die Prostitutionsforscherin Sabine Grenz hat im Jahr 2005 anhand von 19 narrativen Interviews zur männlichen Nachfrage nach käuflicher Sexualität die folgenden zentralen Diskursmuster zur männlichen Prostitutionsnachfrage benannt: 1. Heteronormative Reproduktion von Männlichkeit durch Ausschluss von Homosexualität, 2. triebdynamische Selbstkonzepte und 3. das Fortbestehen sexueller Doppelmoral als männliche Machtstrategie. Sie führt dazu aus: „Der am häufigsten aufgeführte Grund dafür, zu Prostituierten zu gehen, ist insbesondere für alleinstehende Männer der leichte und garantierte Zugang zu Sex, und für Männer, die in Partnerschaft leben, die Suche nach Abwechslung bzw. der Wunsch nach sexuellen Praktiken, die die Ehefrau nicht teilen möchte.“
Doris Velten fasst entsprechend zusammen:

„Prostitutionskontakte dienen nahezu immer der Minimierung sexueller Unzufriedenheiten.“

In der jüngsten, an Pierre Bourdieu angelehnten, Feld-Habitus-dynamischen Untersuchung der männlichen Prostitutionsnachfrage aus dem Jahr 2012 hat Udo Gerheim schließlich die folgenden vier generalisierten Motivstrukturen beschrieben:
1. Die sexuelle Motiv-Dimension. Sie gilt als die bedeutsamste Motiv-Dimension und ist auf sämtliche Angebotsmuster des Prostitutionsumfeldes ausgerichtet, die auf eine unmittelbar körperlich-sexuelle Funktionslogik abzielen. Hierzu zählen sowohl genuine sexuelle Motive als auch körperliche-erotische Wünsche der Männer nach Zärtlichkeit und Körperkontakt.
2. Die soziale Motiv-Dimension. Diese ist zweigeteilt: Zum einen ist sie funktional auf kommunikativ-emotionale Bedürfnismuster der Kunden ausgerichtet. Zum anderen ist sie auf destruktive Motivmuster menschlicher oder männlicher Sozialität bezogen (Macht-, Gewalt- und Dominanzmuster, Frauenhass).
3. Die psychische Motiv-Dimension. Sie zielt auf psychodynamische Bedürfnisstrukturen von Kunden ab. Dabei geht es primär darum, psychische Spannungszustände wie Scham- und Schuldgefühle, narzisstische Kränkungen, Selbstwertkrisen, Depressionen etc. oder andere missliebige Spannungslagen (etwa Langeweile oder Frustration) in der Prostitution auszuagieren.
4. Die Erotisierung der Subkultur. Sie umfasst zum einen die libidinöse Besetzung des Prostitutionsumfeldes als (antibürgerliche) Subkultur. Zum anderen wird hiermit die enorme sexuelle Anziehungskraft des Felds als sexuelle Omnipotenzdimension der Generierung und Befriedigung sexueller Wünsche und Fantasien verbunden.

Ferner unterscheidet Gerheim hinsichtlich der Einstiegsmotive und der Motive der kontinuierlichen Nachfragepraxis.
- Als Einstiegsmotive werden die Neugier und nicht willentliche oder situationsbedingte Prozesse, die durch zufällig wahrgenommene Reize ausgelöst sind und durch „Alkoholkonsum, akute psychische Probleme oder Gruppendynamik“ vorhandene „moralische Zweifel oder ästhetische Bedenken“ außer Kraft setzen, genannt. Als drittes Einstiegsmotiv benennt Gerheim „habituelle Krisen bzw. identitär aufgeladene sexualbiografische Ablaufstörungen“. Dazu werden „fehlende Sexualerfahrung, kommunikative Probleme im Kontakt mit Frauen, subjektiv empfundene Unattraktivität, Verlust der Partnerin, ein ›quälender‹ Wunsch nach sexueller Abwechslung, privat unrealisierbare sexuelle Praktiken“ gezählt.[96]
- Die kontinuierliche Nachfragepraxis begründet Gerheim zum einen mit einer „anhaltenden Kompensationsstrategie bei fortlaufender habitueller Krise, vornehmlich als klassische Kompensation von Problemen in der privaten oder partnerschaftlichen Sexualität“. Demnach übt die Prostitution einen starken „Sogeffekt“ auf die Kunden aus. Dabei „haben sich empirisch folgende Motive gezeigt: der allzeit mögliche, garantierte, direkte und unkomplizierter Zugriff auf jede denkbare gewünschte Sexualität, das Praktizieren von ‚reiner‘ bzw. ‚pornografischer‘ Sexualität ohne Vorlaufzeit, bereinigt von einer romantisch-zärtlichen körperlichen Annäherungsphase, die Ich-Zentrierung der Interaktion bei Ausschluss von Beziehungserwartungen, die raum-zeitliche Begrenztheit der intimen Begegnung, die Befreiung von Verantwortung für die (sexuelle) Situation, die Möglichkeit männliche Rollenbilder und geschlechtsspezifische Anforderungen zu transzendieren (‚passiv‘ oder ‚anders‘ sein können) und privat unrealisierbare sexuelle Settings und Inszenierungen zu erwirken“.[97]

Letzteres steht allerdings insoweit im Widerspruch zu vorherigen Befunden, als die tatsächlich nachgefragten sexuellen Praktiken sich nur wenig oder überhaupt nicht von privaten partnerschaftlichen Sexualpraktiken unterscheiden. Die Mehrheit der befragten Kunden der Hydra Studie äußerten eher passive Bedürfnisse nach Zärtlichkeit, Nähe, Streicheln, Kuscheln, Unterhaltung und viel Zeit.

### Stellungnahmen und Selbstzeugnisse von Kunden
In der Debatte um die Kundenbestrafung erschien in Frankreich das Manifest „Hände weg von meiner Hure“, und in Deutschland der „Offene Brief an Alice Schwarzer“ der sog. „Freieroffensive“. In einigen Dokumentarfilmen kommen Kunden als Interviewpartner zu Wort.

## Rahmenbedingungen

### Unfreiwillige Prostitution und Zwangsprostitution
Die Gründe, aus denen Menschen sich dazu gezwungen sehen, Sex als Arbeit auszuüben, können sehr unterschiedlich sein und sind oft mehrschichtig. Die Abgrenzung zwischen Zwang und freiwilliger Berufswahl kann schwierig sein. In wirtschaftlich schwachen Ländern, beispielsweise in Ländern der Dritten Welt, ergreifen die Menschen diese Tätigkeit meistens, weil sie sonst keine andere Möglichkeit sehen, ihren täglichen Lebensunterhalt zu bestreiten.

### Zuhälterei

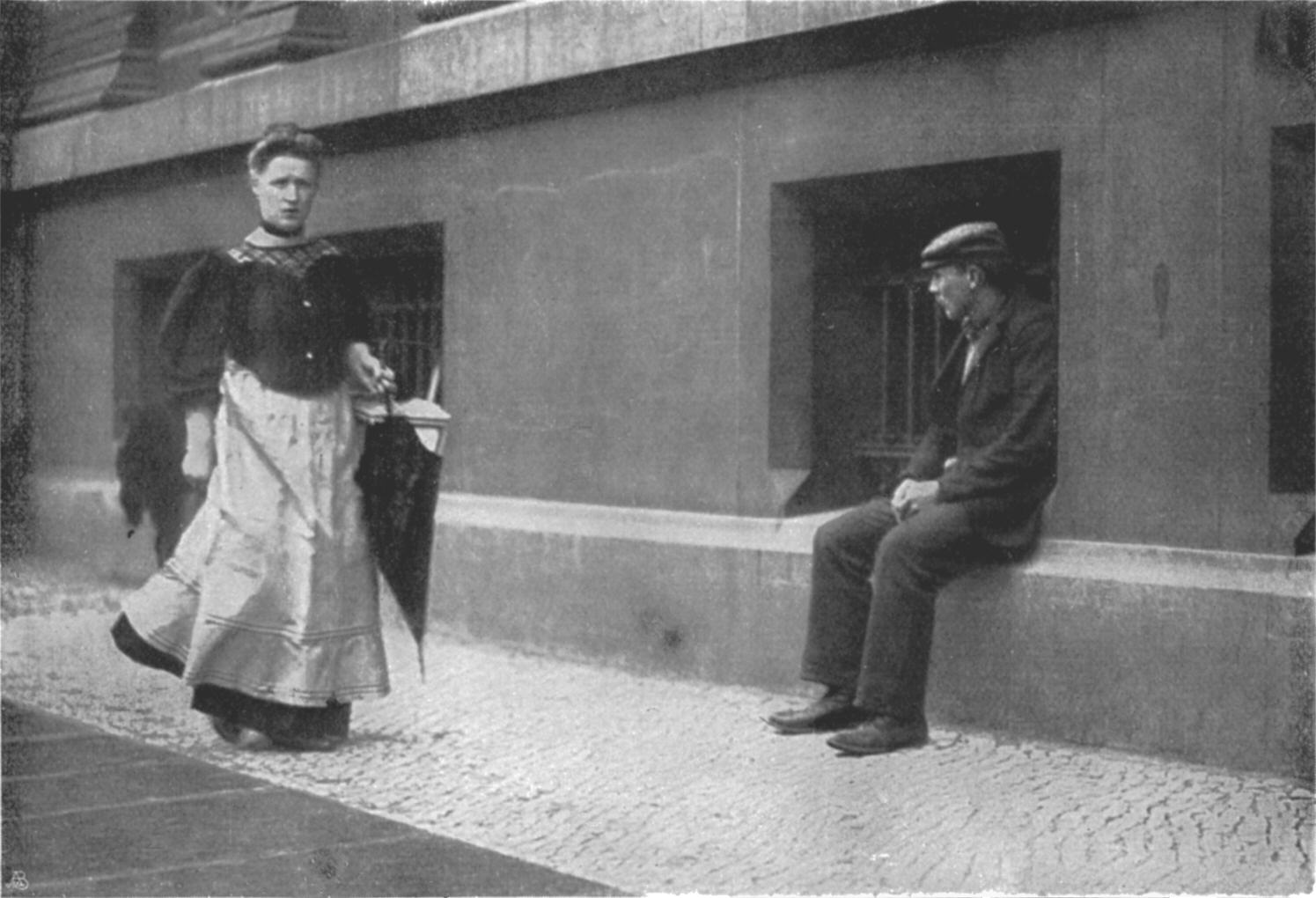
Das Warten eines Zuhälters auf eine Prostituierte nach der ärztlichen Kontrolle (Berlin, 1890)

Zuhälter üben oft Zwang auf die für sie tätigen Prostituierten aus, entweder damit sie sich überhaupt prostituieren oder damit sie den gewünschten Anteil an den Einnahmen an ihn oder sie abliefern. Bei allen Formen der Prostitution können die Prostituierten unter der Kontrolle eines männlichen oder weiblichen Zuhälters stehen. Es ist nicht ungewöhnlich, dass Zuhälter die Prostituierten unter Einsatz von Gewalt oder psychischer Manipulation (also durch gezieltes Ausnutzen persönlicher Schwächen), gelegentlich auch suchterzeugender Drogen, in einem Zustand der Abhängigkeit halten. In solchen Situationen geht der Verdienst ganz oder weitgehend an die Zuhälter. Eine Gegenleistung wird bestenfalls darin geleistet, indem für den Schutz der Prostituierten in dem oft nicht ungefährlichen Milieu gesorgt wird.
Zuhälterei kann aber dazu führen, dass Prostituierte mehr verdienen. So zeigt eine empirische Analyse von Prostituierten in Chicago, dass Zuhälter zahlungskräftigere und -willigere Kunden rekrutieren als Prostituierte alleine. Auch können Prostituierte mit Zuhältern vor Gewalt von Kunden besser geschützt sein.

### Menschenhandel
Insbesondere gibt es einen Bereich des grenzüberschreitenden Menschenhandels, bei dem Menschen aus wirtschaftlich schwachen Ländern oder armen ländlichen Gebieten von Menschenhändlern unter Vorspiegelung legaler Arbeitsmöglichkeiten an andere Orte gelockt oder verschleppt werden, wo sie durch körperliche und seelische Gewalt und Freiheitsberaubung in persönliche und finanzielle Abhängigkeit gebracht und dann zur Prostitution gezwungen werden.

### Prostitution Minderjähriger und Kinderprostitution
Kinderprostitution war bereits im Altertum bekannt. Schon der römische Dichter Martial begrüßte es in einem seiner Epigramme, dass Kaiser Domitian ein Gesetz gegen die Prostitution Minderjähriger erlassen hatte.
Schätzungen von UNICEF zufolge werden vier Millionen Kinder im Rahmen von internationaler Kinderprostitution kommerziell sexuell ausgebeutet; nach Schätzungen der UNESCO zwei Millionen.
Im deutschen Strafrecht greifen, wenn eine Einwilligung oder sogar das Angebot von einer Person unter 14 Jahren vorliegt, für sexuelle Handlungen §§ 176 und 176a StGB (Sexueller Missbrauch von Kindern). In Ländern wie Deutschland oder den Niederlanden wird das Phänomen der Loverboys beobachtet, die minderjährige Mädchen rekrutieren.

### Gewalt

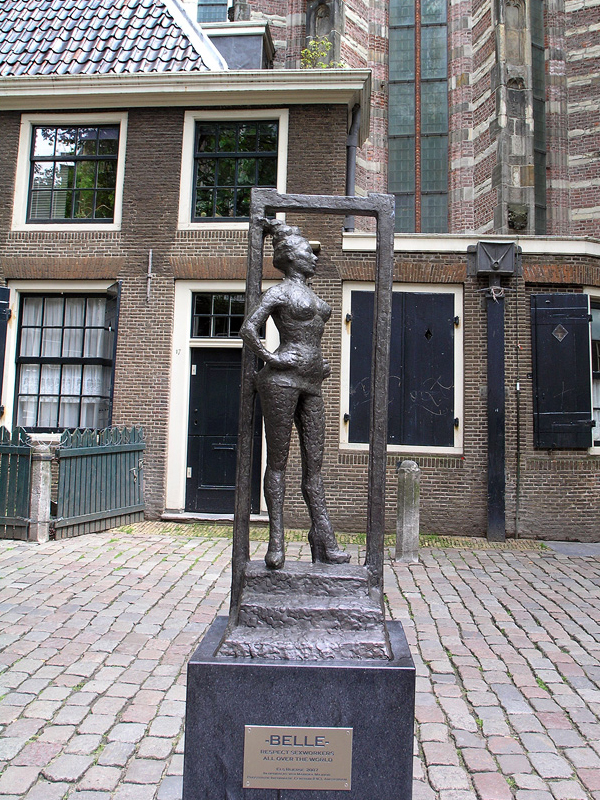
Sex-Worker-Denkmal Belle im Amsterdamer Rotlichtviertel De Wallen mit der Aufschrift „Respect sex workers all over the world.“

Prostitution findet häufig „im Verborgenen“ statt, was vielfach als Grund dafür angesehen wird, dass Prostituierte mitunter Opfer von psychischer und physischer Gewalt werden. Serienmörder wählen mitunter Prostituierte als Opfer, wie beispielsweise Jack the Ripper und Robert Pickton. Zudem berichteten 92 % aller befragten Prostituierten einer 2004 vom Bundesministerium für Familie, Senioren, Frauen und Jugend in Auftrag gegebenen Studie davon, in ihrem Umfeld körperliche Gewalt zu erleben. 70 % aller befragten Frauen gaben außerdem an, schon mindestens einmal sexuelle Gewalt erlebt zu haben. Diese Befunde sind um ein Mehrfaches höher als jene der repräsentativen Bundesstudie aller in Deutschland lebenden Frauen. Das Risiko körperlicher Gewalt durch Zuhälter, Freier und/oder Bordellbetreiber ist bei Frauen und Mädchen, die bereits in jungen Jahren mit der Prostitution begonnen haben, besonders hoch.
Interessenvertretungen riefen den 17. Dezember als „Internationalen Tag gegen Gewalt an Sexarbeiter_innen“ (International Day to End Violence Against Sex Workers) aus.

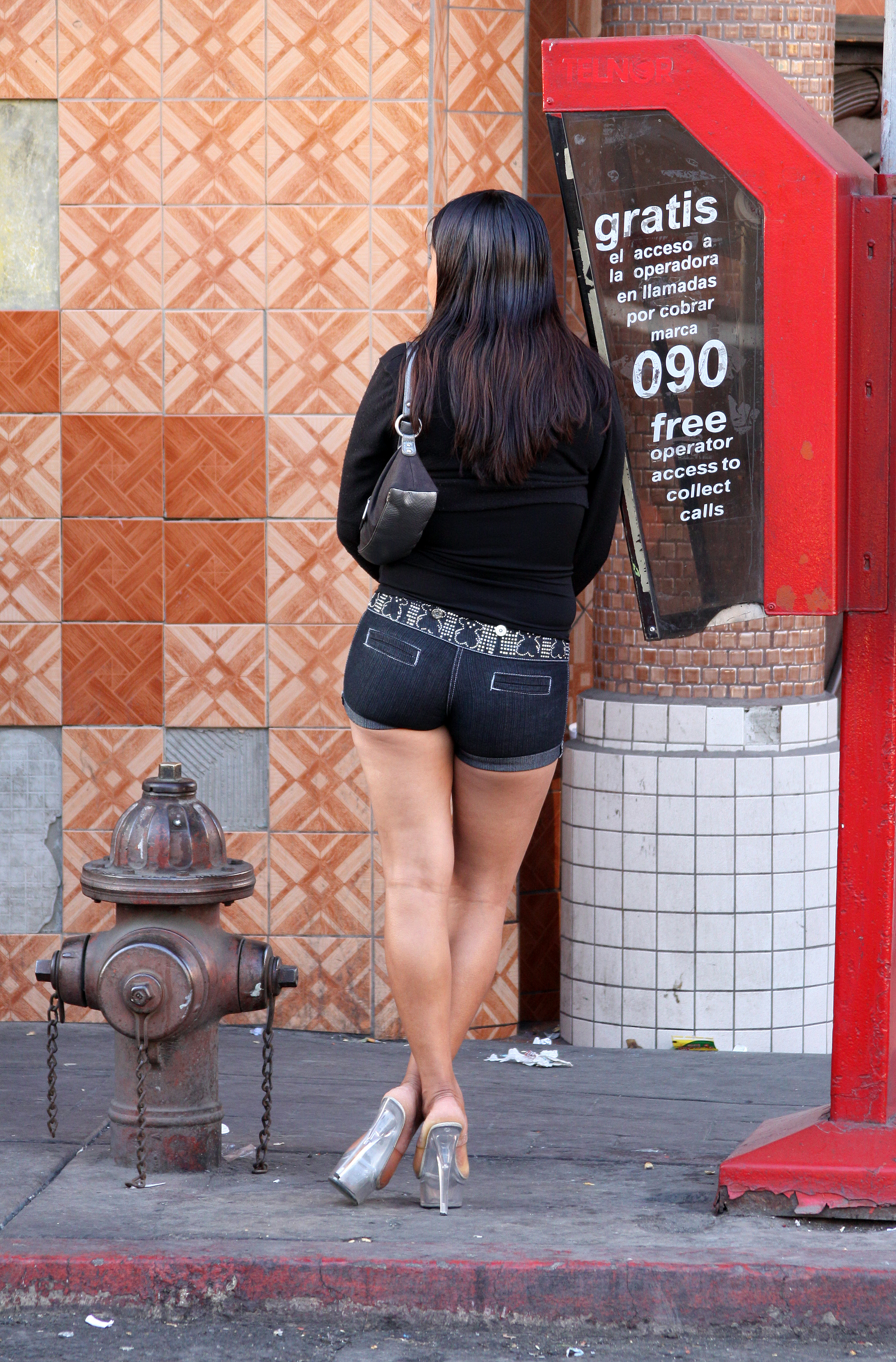
Eine Prostituierte in Tijuana, Mexiko

### Beschaffungsprostitution
Drogenabhängigkeit kann ein Grund für den Einstieg in die Prostitution sein, über die dann die Drogenbeschaffung finanziert wird. So motivierte Prostitution wird Beschaffungsprostitution genannt. Dass die Abhängigkeit der Prostitution vorausgeht, wird häufig beobachtet, insbesondere führte Crack in den USA zu einem Anstieg der Beschaffungsprostitution. In einer Metastudie wurde der Rückgang der Prostitutionsausübung im Zuge des erfolgreichen Drogenentzugs beobachtet. Sucht und Prostitution stehen jedoch auch in einem Wechselverhältnis, indem Drogen die Prostitutionstätigkeit ertragen helfen oder Drogengebrauch Teil der Sexarbeit ist. Für Deutschland wird angenommen, dass bis zu 80 % der weiblichen Drogenabhängigen ihren Konsum mit Prostitution finanzieren, weshalb ein entsprechender „Drogenstrich“ oft in der Nähe der Drogenszene angesiedelt ist. Beschaffungsprostitution kann mit einer besonders hohen Gefahr der Infektion mit STI einhergehen, der Gesundheitszustand der Betroffenen ist überdurchschnittlich schlecht. Hinzu kommen Stigmatisierungen auch durch nicht-abhängige Prostituierte.

### Gesundheitliche und sozialhygienische Aspekte
Schlechte Arbeitsbedingungen, aber auch die fehlende gesellschaftlichen Akzeptanz und damit verbundene Rechtlosigkeit werden als Ursache für ein körperliches und psychisches Ausbrennen (Burn-out) gesehen, unter denen einige Prostituierte leiden. Eine Studie von 2005 ergab, dass 41 % der Straßenprostituierten Gewalt erlebten. Täter sind aber auch die eigenen Beziehungspartner. Es wurden Knochenbrüche, Verstauchungen, Verletzungen im Gesicht bis hin zu Brandwunden beschrieben.
In einer Lübecker Studie (110 Teilnehmerinnen) aus dem Jahr 2007 wurde bei einem Viertel der untersuchten Straßenprostituierten eine behandlungsdürftige sexuell übertragbare Krankheit diagnostiziert. Fast die Hälfte war von einer akuten Infektion betroffen oder hatte eine solche hinter sich. In Bezug auf Syphilis und Hepatitis B war der Prozentsatz im Vergleich zu einer sich nicht prostituierenden Kontrollgruppe signifikant erhöht. Nicht signifikant erhöht waren: Chlamydieninfektion, bakterielle Vaginose, Candidainfektion und HIV. Die Verbreitung von Hepatitis C betrug bei Prostituierten 4,5 % und bei der sich nicht prostituierenden Kontrollgruppe 0 %.
Sexuell übertragbare Krankheiten können über einen längeren Zeitraum bestehen und erhebliche Folgeschäden und Folgekosten nach sich ziehen, welche sich durch ungeschützten Geschlechtsverkehr, Zahl der Kunden und deren weiteren Sexualpartner potenzieren. Aufgrund der in Deutschland seit 2001 vorgeschriebenen Freiwilligkeit der Untersuchung empfiehlt die Studie ein vermehrtes Zugehen auf die Prostituierten und die Schaffung einer langfristigen Vertrauensbasis.
Eine Untersuchung des Robert Koch-Instituts (1425 Untersuchungspersonen) von 2010/11 in mehreren Gesundheitsämtern kommt zu dem Schluss, dass sich die Raten von sexuell übertragbaren Krankheiten bei den Prostituierten der Untersuchungsgruppe über die Gesundheitsämter teils drastisch unterschieden, aber insgesamt nicht viel höher schienen als bei der Allgemeinbevölkerung. Es konnte allerdings eine hohe Infektionsquote bei Personen festgestellt werden, die erst vor kurzen der Prostitution nachgehen, unter 20 Jahre alt sind, Drogen nehmen, ohne Deutschkenntnisse, nicht alphabetisiert sind, keine Krankenversicherung haben oder auf Nachfrage Sex ohne Kondom praktizieren. Die Studie sieht einen dringenden Bedarf an präventiven Maßnahmen, auch aufsuchenden Beratungs- und Untersuchungsangeboten durch Streetworkern und konstatiert: „Präventives Verhalten ist schwer, solange die Frauen nicht die Erfahrung machen, dass sie durch ihr eigenes Verhalten ihre Zukunft gestalten können und langfristig positive Perspektiven sehen. Und schließlich gibt es wie bei vielen Menschen die Tendenz, medizinische Hilfe nur bei akuten Beschwerden aufzusuchen. Frauen, die zur Prostitution gezwungen werden, können sich oft auch nicht vor sexuell übertragbaren Erkrankungen oder ungewollten Schwangerschaften schützen.“ Die HIV-Quote liege bei 0,2 % und sei bei Prostituierten in den Niederlanden mit 2 % um ein Vielfaches höher.
Dennoch warnte der Bochumer Dermatologe Norbert H. Brockmeyer, Präsident der Deutschen STI-Gesellschaft (DSTIG), im Dezember 2013 anlässlich der Tagung „Sexarbeit und STI-Forschung“ in Köln vor Restriktionen für weibliche Prostituierte und vor Strafverfolgung von Kunden: „Wenn wir von unserem Vorgehen bei der HIV-Infektion lernen wollen, dann sehen wir, dass alle Staaten, die versucht haben, über Zwangsmaßnahmen die HIV-Epidemiologie einzudämmen, dramatische Zuwächse an Infektionen hatten.“ Er warnt vor ähnlichen Effekten in Deutschland, wenn weibliche Prostituierte und Kunden in Deutschland Strafen oder noch stärkere Stigmatisierungen befürchten müssen.

### Ausstieg
Die Bedingungen für einen Ausstieg gestalten sich für Prostituierte im Allgemeinen schwierig, da sich beispielsweise bei Bewerbungen Probleme bei der Darstellung des Lebenslaufs ergeben können. Milieubedingte soziale und finanzielle Abhängigkeiten erschweren eine andere Berufswahl und selbst die Rückkehr in das Heimatland. Der Ausstieg scheint für viele Prostituierte nicht nur finanziell riskant.
In Deutschland liegt die Verantwortung für die Ausstiegsförderung vor allem bei den Bundesländern. Die meiste Hilfe wird von Nichtregierungsorganisationen übernommen. In Esslingen existierte ab den 1980er-Jahren ein Modellprojekt des Landratsamtes („Esslinger-Modell“), das Prostituierten den Ausstieg durch Zahlung des doppelten Sozialhilfesatzes und Ausbildungsangebote ermöglichen sollte. Durch die Hartz IV-Reformen im Jahre 2005 musste dieses Projekt jedoch eingestellt werden. In Berlin sorgte 2009 der Fall einer Prostituierten für Aufmerksamkeit, die aus psychischen Gründen den Ausstieg vollziehen wollte und von Sozialhilfe abhängig war, der jedoch vom Jobcenter Leistungskürzungen angedroht wurden, falls sie die Prostitution nicht weiterhin im Nebengewerbe ausführen werde.

## Gesellschaftliche und politische Akzeptanz

### Gesellschaftliche Bewertungen
Prostitution wird häufig als „unmoralisch“, „unsittlich“ und „gesellschaftsverderbend“ betrachtet. Von Teilen der Bevölkerung werden Prostituierte als „minderwertig“ angesehen. Ihnen werden meist automatisch negative Eigenschaften zugeschrieben, wie Amoralität oder Würdelosigkeit. Sie haben einen Randgruppenstatus, da sie nicht den von der Mehrheit der Bevölkerung vertretenden Normalitätsvorstellungen entsprechen. Häufig war die Bewertung von der Doppelmoral geprägt, dass die nachfragenden Männer unabhängig von ihrem Handeln anerkannt wurden und vor Geschlechtskrankheiten zu schützende Vulnerable Gruppe gesehen wurden. Ende des 19. Jahrhunderts wurde diese Doppelmoral mit der Bewegung der Suffragetten stark kritisiert.
Im Zuge des Falles Riehl und der danach durchgeführten polizeilichen Verfolgung und Landesverweisung von Straßen-Sexarbeiterinnen, — nicht aber der Bordellleiterin Riehl, die kurz nach ihrer Verurteilung wieder frei gelassen wurde —, merkte Karl Kraus 1907 an:
„Wäre der Strizzi Staat so ehrlich, zu bekennen, daß er die Kontrolle der Prostitution sich lediglich aus dem Motiv der Gewinnsucht sichern, daß er einfach auf die Steuern der konzessionierten Bordelle nicht verzichten will, seine Lumperei hätte einen gewissen Stil und bedürfte der kläglichen Ausrede auf die Moral nicht.“
Im NS-Staat galten Prostituierte als asozial. Infolge der nationalsozialistischen Propaganda verbreitete sich in Deutschland die Vorstellung, dass diese Diskriminierung einem „gesunden Volksempfinden“ entsprechen würde.
Bis in die 1960er-Jahre galten Frauen bereits als verachtungswürdig, sobald sie einmal von der Gesellschaft als „gefallenes Mädchen“ betrachtet wurden.
In den meisten Ländern ist Prostitution verboten (siehe Prostitution nach Ländern).
Die Bekämpfung der Prostitution wird mit der Sorge um den allgemeinen sittlichen Zustand der Gesellschaft begründet sowie mit der Durchsetzung bestimmter Wert- und Moralvorstellungen (Arbeits- und Ausbildungsverbot für Frauen oder diesbezügliche Beschränkungen, Abtreibungsverbot, Strafbarkeit homosexueller Handlungen usw.) begründet. Dazu kommt, dass Prostituierte auch öffentlich stigmatisiert wurden: Im Mittelalter mussten Prostituierte besondere Schleier und Bänder tragen. Noch bis in die Moderne hinein wurden Frauen und Männern, die in den Verdacht der Prostitution gerieten, in Akten als „sexuell auffällig“ oder „abnorm“ geführt. Zur Zeit des Nationalsozialismus wurden diese systematisch erfasst. In den Konzentrationslagern mussten sie als Asoziale einen Schwarzen Winkel tragen.
Laut einer Umfrage von Infratest dimap in Deutschland aus dem Jahr 1999 bejahten über 70 % der Altersgruppen zwischen 18 und 59 Jahren die Frage, ob Prostitution ein anerkannter Beruf mit Steuer- und Sozialversicherungspflicht sein soll. 66 % der Männer und 69 % der Frauen sprachen sich dafür aus. Methodisch wurde die Umfrage allerdings insoweit kritisiert, als nach „Pflichten“ und nicht nach „Rechten“ für Prostituierte gefragt wurde. Eine andere Formulierung hätte den Kritikern zufolge zu anderen Ergebnissen führen können.
Bis 2002 wurde die bis dahin als sittenwidrig geltende Prostitution legalisiert, wodurch eine Steuerpflicht, aber aufgrund der fast ausschließlich als selbständige Tätigkeit ausgeführten Prostitution für die Betroffenen keine Sozialversicherungspflicht, eingeführt wurde.
2013 löste ein von Alice Schwarzer ins Leben gerufener und von zahlreichen Personen des öffentlichen Lebens unterzeichneter Appells gegen Prostitution mit über 10.000 Unterzeichnern eine gesellschaftliche Debatte aus. Darin wurde unter anderem ein besserer Schutz der von Menschenhandel und Prostitution betroffenen und eine „Ächtung und, wenn nötig, auch Bestrafung der Freier; also der Frauenkäufer, ohne die dieser Menschenmarkt nicht existieren würde.“ gefordert. Als Gegenreaktion wurde vom Berufsverband erotische und sexuelle Dienstleistungen der Appell für Prostitution initiiert und fand ebenfalls einige prominente Unterstützer und über 1.400 Unterzeichner.
Die so ausgelöste Debatte machte auch das 1999 erstmals in Schweden eingeführte sogenannte Nordische Modell in Deutschland bekannt, wonach von Prostitution betroffene als Opfer sexueller Gewalt verstanden werden und deshalb keine Strafen fürchten, sondern mit präventiven Maßnahmen und Ausstiegshilfen erreicht werden sollen, wohingegen alle Profiteure kriminalisiert werden. Neu ist dabei, dass erstmals auch die Nachfragenden Kunden als Profiteure kriminalisiert und als „sexuelle Ausbeuter“ stigmatisiert werden.
In Deutschland sprach sich laut einer Anfang 2014 veröffentlichten Emnid-Umfrage nach wie vor eine Mehrheit der Bevölkerung gegen das Verbot von Prostitution aus. Allerdings plädierten bereits 18 % für eine Bestrafung von Freiern nach schwedischem Vorbild und 10 % befürworteten ein traditionelles Komplettverbot. Bei dem Thema unentschlossen war laut den Meinungsforschern ein ungewöhnlich hoher Anteil von knapp einem Sechstel.
2017 wurde das Prostituiertenschutzgesetz eingeführt, welches Betroffene besser schützen soll. Eine einseitige Bestrafung der Nachfrageseite wurde allein bei Verletzung der Kondompflicht vorgesehen.

### Rechtslage
Grundlagen
Grundsätzlich lassen sich aus rechtlicher Sicht vier Modelle zur Regulierung der Prostitution feststellen:
1. Nach dem Prohibitionsprinzip werden alle mit Prostitution in Verbindung stehenden Handlungen und Personen unter Strafe gestellt. Einen Sonderfall stellt das Nordische Modell dar, das zuerst 1998 in Schweden etabliert wurde: Dieses verfolgt den Ansatz einer asymmetrischen Kriminalisierung, nachdem nur jene Person bestraft wird, die sexuelle Dienstleistungen nachfragt, nicht jene, die sie anbietet.[135]
2. Das Abolitionsprinzip zielt auf die langfristige Abschaffung der Prostitution, während sie staatlicherseits mehr oder weniger toleriert wird. Verboten ist aber die Erzielung von Einnahmen aus der Prostitution anderer (zum Beispiel Zuhälterei), zum Teil auch das Betreiben von Bordellen (neuer Abolitionismus).[132][133] Das Abolitionsprinzip nach dieser Definition ist nicht deckungsgleich mit den Zielen der historischen Abolitionsbewegung.
3. Gemäß dem Regulationsprinzip ist Prostitution legal, aber staatlich reglementiert – beispielsweise mittels Sperrbezirken, Registrierungspflichten oder obligatorischen medizinischen Untersuchungen.[136] Als Beispiele für die Praktizierung des Regulationsprinzip gelten die Niederlande und Deutschland.
4. Das Entkriminalisierungsprinzip sieht Prostitution als Form der Erwerbsarbeit an und regelt sie entsprechend, das heißt, Prostitution wird entkriminalisiert.[134] In Reinform wird dies jedoch in keinem Land praktiziert.

Prostitutionsgesetz (2002)
In Deutschland ist Prostitution von Erwachsenen, die dieser freiwillig nachgehen, seit dem Inkrafttreten des Prostitutionsgesetzes (ProstG) am 1. Januar 2002 legalisiert. In Bezug auf die Sittenwidrigkeit hingegen bestehen Vorbehalte, primär zum Zweck des Jugendschutzes. Während früher Verträge über geschlechtliches Verhalten als sittenwidrig und damit gem. § 138 Abs. 1 BGB als nichtig angesehen wurden, erkennt § 1 Satz 1 ProstG erstmals einen Entgeltanspruch von Prostituierten an, der – nachträglich – entsteht, wenn die sexuellen Handlungen vorgenommen worden sind. Entsprechend ist auch das Verfügungsgeschäft über dieses Entgelt wirksam. Allerdings ist davon das Verpflichtungsgeschäft zu unterscheiden. Da die Bereitschaft zu geschlechtlichem Verhalten um der Menschenwürde willen jederzeit widerruflich sein muss, kann ein Erfüllungsanspruch hinsichtlich der Leistung der Prostituierten nicht bestehen.
Prostituiertenschutzgesetz (2017)
Am 1. Juli 2017 trat ein neues Prostituiertenschutzgesetz zur Reformierung des Prostitutionsgesetzes in Kraft, das die Regulierung der Prostitution verschärft.
Das Prostituiertenschutzgesetz enthält unter anderem folgende wesentliche Neuregelungen:
- Eine Anmeldepflicht für Prostituierte sowie die Ausweispflicht mittels Anmeldebescheinigung während der Ausübung der Tätigkeit
- Verpflichtendes Informations- und Beratungsgespräch sowie obligatorische regelmäßige Gesundheitsberatung für Prostituierte
- Zuverlässigkeitsprüfung und Pflichten für Bordellbetreiber, Erlaubnispflicht für die Eröffnung einer Prostitutionsstätte
- Eine gesetzliche Kondompflicht, bei Nichteinhaltung begeht der Kunde oder die Kundin eine Ordnungswidrigkeit, die mit einem Bußgeld von bis zu 50.000 € belegt ist.

Lokale Regelungen
Prostitution findet je nach örtlicher Sittenverordnung statt. Manche Städte haben Sperrbezirke eingerichtet. Das heißt, dass Prostituierte ihrem Beruf nur an Orten nachgehen dürfen, an denen kein Wohngebiet ist und sich keine Schulen, Krankenhäuser, Kirchen oder sonstigen sozialen oder religiösen Einrichtungen befinden. Nicht selten bildete sich infolgedessen ein Rotlichtmilieu, wenn nicht gar ein ganzes Rotlichtviertel aus. Prägnante Beispiele sind in Hamburg-St. Pauli die Reeperbahn oder das Bahnhofsviertel in Frankfurt am Main.
Regelungen aufgrund der COVID-19-Pandemie in Deutschland
Im Rahmen der COVID-19-Pandemie in Deutschland wurde die Ausübung von Prostitution aus Gründen des Infektionsschutzes vorübergehend verboten. Dies hat zu einer Zunahme der illegalen Prostitution geführt.

### Diskussion um die Legalisierung
Kritiker der Prostitution verweisen auf die finanzielle und sexuelle Ausbeutung der Prostituierten bis hin zur Zwangsprostitution oder die Ausbreitung von Geschlechtskrankheiten. Die Käuflichkeit der sexuellen Dienstleistung laufe zumindest Gefahr, den Menschen selbst zu einem käuflichen Objekt zu degradieren. Hierin liege ein Verstoß gegen die Menschenwürde der Prostituierten vor.
Gloria Steinem behauptet, eine Legalisierung könne dazu führen, dass der Staat Frauen zur Prostitution anhält. In Nevada habe die Regierung die Prostitution im Vergleich zur Sozialhilfe als Win-win-Situation betrachtet und vorangetrieben, bis dies durch massive Öffentlichkeitsaktionen gestoppt wurde.
Befürworter des Entkriminalisierungsprinzips sind hingegen bemüht, die Prostitution als einen normalen Beruf zu etablieren. 2004 behauptete die Wiener Stadtsoziologin Julia Ortner, Erfahrungen in diversen Ländern zeigten, dass das Verbot nicht funktioniere und die Bedingungen für die Frauen durch ein Verbot noch schlechter geworden seien. Dies gelte besonders, wenn nicht die Freier, sondern nur die Prostituierten bestraft würden.
Befürworter des Regulationsprinzips erwarten von der Durchführung regelmäßiger Untersuchungen sowie der behördlichen Registrierung aller Prostituierten eine effizientere Bekämpfung von AIDS und anderen sexuell übertragbaren Erkrankungen.
In Deutschland wurde auch eine Altersgrenze diskutiert. So gab es im Jahre 2014 innerhalb der Großen Koalition Vorschläge, die Altersgrenze auf 21 Jahre heraufzusetzen. Inwieweit eine solche Maßnahme vor Zwangsprostitution schütze, war umstritten. Kritiker befürchteten, dass die 18- bis 21-Jährigen dadurch wieder in die Illegalität gedrängt würden.

## Verbände, Selbsthilfegruppen und Fachberatungsstellen
Die erst im 20. Jahrhundert in der Öffentlichkeit sichtbare Hurenbewegung ist sehr dezentral organisiert.

### Deutschland
Es gibt eine Vielzahl von Hilfsorganisationen, die sich für die Verbesserung der Lebenssituation in der Prostitution einsetzen.
Die Gewerkschaft ver.di versucht, mit einem Arbeitskreis Prostitution (Fachbereich 13 Besondere Dienstleistungen), die Interessen von Prostituierten zu vertreten. Dabei konzentriert sich die Gewerkschaft auf die arbeitsrechtliche Absicherung von Prostituierten, unter anderem mit einem Muster-Arbeitsvertrag. Daneben hat sich 2002 für selbstständige Prostituierte und Betreiber von Bordellen oder bordellartigen Betrieben der Bundesverband Sexuelle Dienstleistungen (BSD) gegründet. Seit 2007 gibt es als reinen Arbeitgeberverband den Unternehmerverband Erotik Gewerbe Deutschland. Als Netzwerk unterstützen sich die Mitglieder beim Umgang mit Behörden und versuchen die Öffentlichkeit über den Wirtschaftszweig aufzuklären. Seit Oktober 2013 existiert auch der von Prostituierten mit dem Ziel der Verbesserung ihrer Lebens- und Arbeitsbedingungen gegründete Berufsverband erotische und sexuelle Dienstleistungen (BesD). Allgemein ist der Organisationsgrad derzeit sowohl auf Arbeits-, als auch auf Kapitalseite noch gering.
Das Bündnis der Fachberatungsstellen für Sexarbeiterinnen und Sexarbeiter (bufas) setzt sich ein für die dauerhafte Verbesserung der Arbeits- und Lebensbedingungen von Prostituierten, deren rechtliche und soziale Gleichstellung mit anderen Erwerbstätigen sowie die Entkriminalisierung der Prostitution. Die älteste deutsche Selbsthilfeorganisation für „Sexarbeiter“ Hydra befindet sich in Berlin und besteht als Verein seit 1980. Im Jahr 2023 sind 35 Fachberatungsstellen im bufas Mitglied. Sie sind in freier oder kirchlicher Trägerschaft organisiert und finanzieren sich aus öffentlichen Geldern und Spenden. Alle zwei Jahre veranstaltete bufas eine Jahresfachtagung. Im Jahr 2014 wurde diese unter dem Namen „Sexarbeitskongress“ zusammen mit dem BesD ausgerichtet, 2016 fand der bislang letzte Kongress statt, der Termin 2018 wurde aus organisatorischen Gründen abgesagt. Der BesD startete mit dem Hurenkongress 2019 ein Nachfolgeformat, das 2021 coronabedingt nicht stattfand.
Das Bundesfamilienministerium finanziert für den Zeitraum 2009–2014 drei Modellprojekte für den beruflichen Umstieg von Prostituierten. Diwa in Berlin, OPERA in Nürnberg und P. I. N. K. in Freiburg. Ähnliche Projekte beispielsweise beim Verein Madonna in Bochum wurden und werden auch auf kommunaler Ebene zeitweise finanziert.
Der 1993 gegründete Arbeitskreis der Facheinrichtungen für Sexarbeitende im deutschsprachigen Raum (AKSD) besteht aus elf Mitgliedseinrichtungen im deutschsprachigen Raum, davon zehn in Deutschland. Er setzt sich ein für die Verbesserung der gesellschaftlichen und psychosozialen Situation männlicher Prostituierter. Schwerpunkt der Tätigkeit sind gesundheitsfördernde Maßnahmen (einschließlich Prävention von STI) und eine sozialpädagogische und psychosoziale Versorgung mittels Anlauf- und Beratungsstellen. Daneben bieten Gesundheitsämter seit 2001 eine kostenlose Testung und Beratung im Hinblick auf sexuelle übertragbare Krankheiten an.
In Frankfurt am Main ist die 1998 gegründete Selbsthilfeorganisation Doña Carmen für Prostituierte ansässig. Sie arbeitet unabhängig von staatlicher Finanzierung und vertritt insbesondere die Rechte migrantischer Prostituierter. Sie bietet Bordellführungen für Frauen an, gibt die Zeitung „La Muchacha“ heraus und organisiert die Frankfurter Prostitutionstage.
Seit 1987 existiert der Bundesweite Koordinierungskreis gegen Menschenhandel e. V. Dieser ist ein Zusammenschluss von Fachberatungsstellen für Betroffene von Menschenhandel. Hierunter fallen Opfer von sexueller Ausbeutung, Arbeitsausbeutung und Zwangsheirat. Der Koordinierungskreis vereint 43 Mitgliedsorganisationen.

### Internationale Organisationen
Solwodi wurde 1985 von der katholischen Schwester Lea Ackermann in Kenia gegründet und ist seit 1987 in Deutschland aktiv. Der Verein betreibt in Deutschland 19 Beratungsstellen, ist international in sechs Ländern aktiv und gilt als größte Organisation dieser Art.
International sind Beratungsstellen und Interessenvertretungen im 1991 gegründeten Network of Sex Work Projects (NSWP) organisiert. Ein Vorläufer des NSWP war das International Committee for Prostitutes’ Rights (ICPT), das 1985 in Amsterdam die World Charter For Prostitutes’ Rights veröffentlichte. Ein Zusammenschluss europäischer Hurenorganisationen ist seit 2004 das International Committee on the Rights of Sexworkers in Europe (ICRSE).